# Llista d'asteroides (359001-360000)
Llista d'asteroides del 359.001 al 360.000, amb data de descoberta i descobridor. És un fragment de la llista d'asteroides completa. Als asteroides se'ls dona un número quan es confirma la seva òrbita, per tant apareixen llistats aproximadament segons la data de descobriment.

## 359001-359100
| Nom    | Designació provisional | Data de descobriment   | Lloc de descobriment | Descobridor/s     |
| ------ | ---------------------- | ---------------------- | -------------------- | ----------------- |
| 359001 | 2008 TP150             | 10 d'agost de 2007     | Kitt Peak            | Spacewatch        |
| 359002 | 2008 TD190             | 8 d'octubre de 2008    | Mount Lemmon         | Mt. Lemmon Survey |
| 359003 | 2008 UY4               | 25 d'octubre de 2008   | Sierra Stars         | F. Tozzi          |
| 359004 | 2008 UP23              | 9 d'octubre de 2008    | Mount Lemmon         | Mt. Lemmon Survey |
| 359005 | 2008 UE36              | 20 d'octubre de 2008   | Mount Lemmon         | Mt. Lemmon Survey |
| 359006 | 2008 UR84              | 23 d'octubre de 2008   | Kitt Peak            | Spacewatch        |
| 359007 | 2008 UJ122             | 22 d'octubre de 2008   | Kitt Peak            | Spacewatch        |
| 359008 | 2008 UG179             | 24 d'octubre de 2008   | Kitt Peak            | Spacewatch        |
| 359009 | 2008 UO184             | 24 d'octubre de 2008   | Kitt Peak            | Spacewatch        |
| 359010 | 2008 UV203             | 7 de setembre de 2008  | Mount Lemmon         | Mt. Lemmon Survey |
| 359011 | 2008 UY205             | 22 d'octubre de 2008   | Kitt Peak            | Spacewatch        |
| 359012 | 2008 UD215             | 24 d'octubre de 2008   | Catalina             | CSS               |
| 359013 | 2008 UV251             | 27 d'octubre de 2008   | Kitt Peak            | Spacewatch        |
| 359014 | 2008 UG256             | 27 d'octubre de 2008   | Kitt Peak            | Spacewatch        |
| 359015 | 2008 UM274             | 28 d'octubre de 2008   | Kitt Peak            | Spacewatch        |
| 359016 | 2008 UD288             | 28 d'octubre de 2008   | Mount Lemmon         | Mt. Lemmon Survey |
| 359017 | 2008 UA296             | 29 d'octubre de 2008   | Kitt Peak            | Spacewatch        |
| 359018 | 2008 UC299             | 29 d'octubre de 2008   | Kitt Peak            | Spacewatch        |
| 359019 | 2008 UN314             | 30 d'octubre de 2008   | Mount Lemmon         | Mt. Lemmon Survey |
| 359020 | 2008 UP323             | 31 d'octubre de 2008   | Catalina             | CSS               |
| 359021 | 2008 UL361             | 31 d'octubre de 2008   | Catalina             | CSS               |
| 359022 | 2008 UU366             | 7 de desembre de 2005  | Kitt Peak            | Spacewatch        |
| 359023 | 2008 UO367             | 24 d'octubre de 2008   | Catalina             | CSS               |
| 359024 | 2008 UW370             | 29 d'octubre de 2008   | Mount Lemmon         | Mt. Lemmon Survey |
| 359025 | 2008 VM16              | 1 de novembre de 2008  | Kitt Peak            | Spacewatch        |
| 359026 | 2008 VD46              | 24 de març de 2006     | Kitt Peak            | Spacewatch        |
| 359027 | 2008 VV51              | 23 de setembre de 2008 | Kitt Peak            | Spacewatch        |
| 359028 | 2008 VG68              | 2 de novembre de 2008  | Mount Lemmon         | Mt. Lemmon Survey |
| 359029 | 2008 VA79              | 8 de novembre de 2008  | Mount Lemmon         | Mt. Lemmon Survey |
| 359030 | 2008 WC31              | 19 de novembre de 2008 | Mount Lemmon         | Mt. Lemmon Survey |
| 359031 | 2008 WF32              | 19 de novembre de 2008 | Mount Lemmon         | Mt. Lemmon Survey |
| 359032 | 2008 WQ45              | 23 d'octubre de 2008   | Mount Lemmon         | Mt. Lemmon Survey |
| 359033 | 2008 WN63              | 20 de novembre de 2008 | Socorro              | LINEAR            |
| 359034 | 2008 WM69              | 18 de novembre de 2008 | Kitt Peak            | Spacewatch        |
| 359035 | 2008 WF74              | 19 de novembre de 2008 | Mount Lemmon         | Mt. Lemmon Survey |
| 359036 | 2008 WD87              | 8 de desembre de 2005  | Kitt Peak            | Spacewatch        |
| 359037 | 2008 WW98              | 23 de novembre de 2008 | La Sagra             | La Sagra          |
| 359038 | 2008 WC110             | 29 de setembre de 2008 | Mount Lemmon         | Mt. Lemmon Survey |
| 359039 | 2008 WN114             | 30 de novembre de 2008 | Mount Lemmon         | Mt. Lemmon Survey |
| 359040 | 2008 WW116             | 30 de novembre de 2008 | Kitt Peak            | Spacewatch        |
| 359041 | 2008 WN125             | 21 de novembre de 2008 | Mount Lemmon         | Mt. Lemmon Survey |
| 359042 | 2008 WT130             | 4 de setembre de 2000  | Kitt Peak            | Spacewatch        |
| 359043 | 2008 WA135             | 30 de novembre de 2008 | Mount Lemmon         | Mt. Lemmon Survey |
| 359044 | 2008 WG137             | 22 de novembre de 2008 | Kitt Peak            | Spacewatch        |
| 359045 | 2008 XT4               | 3 de desembre de 2008  | Socorro              | LINEAR            |
| 359046 | 2008 XL36              | 2 de desembre de 2008  | Kitt Peak            | Spacewatch        |
| 359047 | 2008 XY36              | 19 de novembre de 2008 | Kitt Peak            | Spacewatch        |
| 359048 | 2008 XN43              | 24 de novembre de 2008 | Kitt Peak            | Spacewatch        |
| 359049 | 2008 XR47              | 4 de desembre de 2008  | Mount Lemmon         | Mt. Lemmon Survey |
| 359050 | 2008 XP50              | 4 de desembre de 2008  | Mount Lemmon         | Mt. Lemmon Survey |
| 359051 | 2008 YE10              | 20 de desembre de 2008 | Mount Lemmon         | Mt. Lemmon Survey |
| 359052 | 2008 YH16              | 21 de desembre de 2008 | Mount Lemmon         | Mt. Lemmon Survey |
| 359053 | 2008 YC17              | 8 de novembre de 2008  | Mount Lemmon         | Mt. Lemmon Survey |
| 359054 | 2008 YC20              | 21 de desembre de 2008 | Mount Lemmon         | Mt. Lemmon Survey |
| 359055 | 2008 YZ20              | 21 de desembre de 2008 | Mount Lemmon         | Mt. Lemmon Survey |
| 359056 | 2008 YN24              | 26 de desembre de 2008 | Bergisch Gladbac     | W. Bickel         |
| 359057 | 2008 YA37              | 22 de desembre de 2008 | Kitt Peak            | Spacewatch        |
| 359058 | 2008 YY37              | 26 de desembre de 2008 | Bergisch Gladbac     | W. Bickel         |
| 359059 | 2008 YL49              | 29 de desembre de 2008 | Mount Lemmon         | Mt. Lemmon Survey |
| 359060 | 2008 YQ55              | 29 de desembre de 2008 | Kitt Peak            | Spacewatch        |
| 359061 | 2008 YR78              | 30 de desembre de 2008 | Mount Lemmon         | Mt. Lemmon Survey |
| 359062 | 2008 YO81              | 31 de desembre de 2008 | Kitt Peak            | Spacewatch        |
| 359063 | 2008 YF88              | 29 de desembre de 2008 | Kitt Peak            | Spacewatch        |
| 359064 | 2008 YT91              | 10 de febrer de 2002   | Socorro              | LINEAR            |
| 359065 | 2008 YB98              | 29 de desembre de 2008 | Mount Lemmon         | Mt. Lemmon Survey |
| 359066 | 2008 YB99              | 29 de desembre de 2008 | Kitt Peak            | Spacewatch        |
| 359067 | 2008 YV105             | 29 de desembre de 2008 | Kitt Peak            | Spacewatch        |
| 359068 | 2008 YW108             | 29 de desembre de 2008 | Kitt Peak            | Spacewatch        |
| 359069 | 2008 YH118             | 29 de desembre de 2008 | Mount Lemmon         | Mt. Lemmon Survey |
| 359070 | 2008 YH122             | 30 de desembre de 2008 | Kitt Peak            | Spacewatch        |
| 359071 | 2008 YL126             | 30 de desembre de 2008 | Kitt Peak            | Spacewatch        |
| 359072 | 2008 YP127             | 30 de desembre de 2008 | Kitt Peak            | Spacewatch        |
| 359073 | 2008 YX132             | 31 de desembre de 2008 | Kitt Peak            | Spacewatch        |
| 359074 | 2008 YZ136             | 30 de desembre de 2008 | Kitt Peak            | Spacewatch        |
| 359075 | 2008 YP138             | 30 de desembre de 2008 | Kitt Peak            | Spacewatch        |
| 359076 | 2008 YF141             | 30 de desembre de 2008 | Mount Lemmon         | Mt. Lemmon Survey |
| 359077 | 2008 YX141             | 30 de desembre de 2008 | Kitt Peak            | Spacewatch        |
| 359078 | 2008 YC143             | 30 de desembre de 2008 | Kitt Peak            | Spacewatch        |
| 359079 | 2008 YF143             | 30 de desembre de 2008 | Kitt Peak            | Spacewatch        |
| 359080 | 2008 YO144             | 30 de desembre de 2008 | Kitt Peak            | Spacewatch        |
| 359081 | 2008 YC146             | 22 de desembre de 2008 | Kitt Peak            | Spacewatch        |
| 359082 | 2008 YQ149             | 7 d'octubre de 2004    | Socorro              | LINEAR            |
| 359083 | 2008 YC151             | 22 de desembre de 2008 | Mount Lemmon         | Mt. Lemmon Survey |
| 359084 | 2008 YW151             | 22 de desembre de 2008 | Mount Lemmon         | Mt. Lemmon Survey |
| 359085 | 2008 YM154             | 22 de desembre de 2008 | Mount Lemmon         | Mt. Lemmon Survey |
| 359086 | 2008 YJ159             | 30 de desembre de 2008 | Mount Lemmon         | Mt. Lemmon Survey |
| 359087 | 2008 YQ165             | 30 de desembre de 2008 | Mount Lemmon         | Mt. Lemmon Survey |
| 359088 | 2008 YM168             | 31 de desembre de 2008 | Catalina             | CSS               |
| 359089 | 2008 YU172             | 29 de desembre de 2008 | Mount Lemmon         | Mt. Lemmon Survey |
| 359090 | 2009 AG                | 1 de gener de 2009     | Mayhill              | A. Lowe           |
| 359091 | 2009 AL13              | 2 de gener de 2009     | Mount Lemmon         | Mt. Lemmon Survey |
| 359092 | 2009 AG15              | 5 de gener de 2009     | Bisei SG Center      | BATTeRS           |
| 359093 | 2009 AC17              | 2 de gener de 2009     | Mount Lemmon         | Mt. Lemmon Survey |
| 359094 | 2009 AC21              | 2 de gener de 2009     | Kitt Peak            | Spacewatch        |
| 359095 | 2009 AF26              | 2 de gener de 2009     | Kitt Peak            | Spacewatch        |
| 359096 | 2009 AX28              | 8 de gener de 2009     | Kitt Peak            | Spacewatch        |
| 359097 | 2009 AV33              | 15 de gener de 2009    | Kitt Peak            | Spacewatch        |
| 359098 | 2009 AB38              | 15 de gener de 2009    | Kitt Peak            | Spacewatch        |
| 359099 | 2009 AG42              | 1 de gener de 2009     | Kitt Peak            | Spacewatch        |
| 359100 | 2009 AH42              | 1 de gener de 2009     | Mount Lemmon         | Mt. Lemmon Survey |

## 359101-359200
| Nom    | Designació provisional | Data de descobriment   | Lloc de descobriment | Descobridor/s             |
| ------ | ---------------------- | ---------------------- | -------------------- | ------------------------- |
| 359101 | 2009 AB46              | 1 de novembre de 2008  | Mount Lemmon         | Mt. Lemmon Survey         |
| 359102 | 2009 AN47              | 3 de gener de 2009     | Mount Lemmon         | Mt. Lemmon Survey         |
| 359103 | 2009 BS                | 16 de gener de 2009    | Calar Alto           | F. Hormuth                |
| 359104 | 2009 BP4               | 15 de desembre de 2004 | Kitt Peak            | Spacewatch                |
| 359105 | 2009 BD7               | 18 de gener de 2009    | Socorro              | LINEAR                    |
| 359106 | 2009 BJ7               | 8 de novembre de 2008  | Mount Lemmon         | Mt. Lemmon Survey         |
| 359107 | 2009 BY8               | 17 de gener de 2009    | Socorro              | LINEAR                    |
| 359108 | 2009 BH23              | 17 de gener de 2009    | Kitt Peak            | Spacewatch                |
| 359109 | 2009 BY23              | 17 de gener de 2009    | Kitt Peak            | Spacewatch                |
| 359110 | 2009 BP27              | 16 de gener de 2009    | Kitt Peak            | Spacewatch                |
| 359111 | 2009 BY28              | 16 de gener de 2009    | Kitt Peak            | Spacewatch                |
| 359112 | 2009 BP30              | 16 de gener de 2009    | Kitt Peak            | Spacewatch                |
| 359113 | 2009 BW31              | 16 de gener de 2009    | Kitt Peak            | Spacewatch                |
| 359114 | 2009 BX38              | 16 de gener de 2009    | Kitt Peak            | Spacewatch                |
| 359115 | 2009 BW43              | 16 de gener de 2009    | Kitt Peak            | Spacewatch                |
| 359116 | 2009 BX44              | 16 de gener de 2009    | Kitt Peak            | Spacewatch                |
| 359117 | 2009 BK45              | 16 de gener de 2009    | Kitt Peak            | Spacewatch                |
| 359118 | 2009 BP48              | 16 de gener de 2009    | Kitt Peak            | Spacewatch                |
| 359119 | 2009 BD49              | 16 de gener de 2009    | Mount Lemmon         | Mt. Lemmon Survey         |
| 359120 | 2009 BH49              | 16 de gener de 2009    | Mount Lemmon         | Mt. Lemmon Survey         |
| 359121 | 2009 BP51              | 16 de gener de 2009    | Mount Lemmon         | Mt. Lemmon Survey         |
| 359122 | 2009 BE52              | 16 de gener de 2009    | Mount Lemmon         | Mt. Lemmon Survey         |
| 359123 | 2009 BZ52              | 16 de gener de 2009    | Mount Lemmon         | Mt. Lemmon Survey         |
| 359124 | 2009 BC54              | 1 d'octubre de 2000    | Kitt Peak            | Spacewatch                |
| 359125 | 2009 BL64              | 20 de gener de 2009    | Kitt Peak            | Spacewatch                |
| 359126 | 2009 BJ65              | 20 de gener de 2009    | Kitt Peak            | Spacewatch                |
| 359127 | 2009 BS65              | 20 de gener de 2009    | Kitt Peak            | Spacewatch                |
| 359128 | 2009 BY66              | 20 de gener de 2009    | Kitt Peak            | Spacewatch                |
| 359129 | 2009 BU70              | 25 de gener de 2009    | Kitt Peak            | Spacewatch                |
| 359130 | 2009 BD72              | 1 de gener de 2009     | Kitt Peak            | Spacewatch                |
| 359131 | 2009 BL77              | 25 de gener de 2009    | Socorro              | LINEAR                    |
| 359132 | 2009 BN78              | 30 de gener de 2009    | Pla D'Arguines       | R. Ferrando               |
| 359133 | 2009 BR78              | 30 de gener de 2009    | Socorro              | LINEAR                    |
| 359134 | 2009 BB83              | 20 de gener de 2009    | Catalina             | CSS                       |
| 359135 | 2009 BZ85              | 25 de gener de 2009    | Kitt Peak            | Spacewatch                |
| 359136 | 2009 BD86              | 25 de gener de 2009    | Kitt Peak            | Spacewatch                |
| 359137 | 2009 BM87              | 9 d'abril de 2002      | Anderson Mesa        | LONEOS                    |
| 359138 | 2009 BR88              | 25 de gener de 2009    | Kitt Peak            | Spacewatch                |
| 359139 | 2009 BS88              | 25 de gener de 2009    | Kitt Peak            | Spacewatch                |
| 359140 | 2009 BW91              | 25 de gener de 2009    | Kitt Peak            | Spacewatch                |
| 359141 | 2009 BE92              | 25 de gener de 2009    | Kitt Peak            | Spacewatch                |
| 359142 | 2009 BP94              | 17 de setembre de 2003 | Kitt Peak            | Spacewatch                |
| 359143 | 2009 BK96              | 24 de gener de 2009    | Purple Mountain      | PMO NEO Survey Program    |
| 359144 | 2009 BQ96              | 24 de gener de 2009    | Purple Mountain      | PMO NEO Survey Program    |
| 359145 | 2009 BU103             | 25 de gener de 2009    | Kitt Peak            | Spacewatch                |
| 359146 | 2009 BL105             | 25 de gener de 2009    | Kitt Peak            | Spacewatch                |
| 359147 | 2009 BZ106             | 28 de gener de 2009    | Catalina             | CSS                       |
| 359148 | 2009 BV111             | 29 de gener de 2009    | Kitt Peak            | Spacewatch                |
| 359149 | 2009 BB117             | 29 de gener de 2009    | Mount Lemmon         | Mt. Lemmon Survey         |
| 359150 | 2009 BO119             | 1 d'octubre de 2003    | Kitt Peak            | Spacewatch                |
| 359151 | 2009 BU119             | 30 de gener de 2009    | Kitt Peak            | Spacewatch                |
| 359152 | 2009 BU120             | 12 d'octubre de 2007   | Mount Lemmon         | Mt. Lemmon Survey         |
| 359153 | 2009 BF124             | 31 de gener de 2009    | Kitt Peak            | Spacewatch                |
| 359154 | 2009 BG127             | 29 de gener de 2009    | Kitt Peak            | Spacewatch                |
| 359155 | 2009 BQ129             | 30 de gener de 2009    | Mount Lemmon         | Mt. Lemmon Survey         |
| 359156 | 2009 BA130             | 31 de gener de 2009    | Mount Lemmon         | Mt. Lemmon Survey         |
| 359157 | 2009 BK130             | 31 de gener de 2009    | Mount Lemmon         | Mt. Lemmon Survey         |
| 359158 | 2009 BT137             | 29 de gener de 2009    | Kitt Peak            | Spacewatch                |
| 359159 | 2009 BR138             | 29 de gener de 2009    | Kitt Peak            | Spacewatch                |
| 359160 | 2009 BN141             | 16 de gener de 2009    | Kitt Peak            | Spacewatch                |
| 359161 | 2009 BF145             | 30 de gener de 2009    | Kitt Peak            | Spacewatch                |
| 359162 | 2009 BD150             | 31 de gener de 2009    | Kitt Peak            | Spacewatch                |
| 359163 | 2009 BN158             | 31 de gener de 2009    | Kitt Peak            | Spacewatch                |
| 359164 | 2009 BS158             | 31 de gener de 2009    | Kitt Peak            | Spacewatch                |
| 359165 | 2009 BM161             | 31 de gener de 2009    | Kitt Peak            | Spacewatch                |
| 359166 | 2009 BD168             | 24 de gener de 2009    | Cerro Burek          | Cerro Burek               |
| 359167 | 2009 BM173             | 20 de gener de 2009    | Kitt Peak            | Spacewatch                |
| 359168 | 2009 BH185             | 25 de gener de 2009    | Socorro              | LINEAR                    |
| 359169 | 2009 CX3               | 2 de febrer de 2009    | Moletai              | K. Cernis, J. Zdanavicius |
| 359170 | 2009 CN5               | 13 de febrer de 2009   | Crni Vrh             | Crni Vrh                  |
| 359171 | 2009 CH12              | 1 de febrer de 2009    | Kitt Peak            | Spacewatch                |
| 359172 | 2009 CD14              | 2 de febrer de 2009    | Mount Lemmon         | Mt. Lemmon Survey         |
| 359173 | 2009 CG17              | 1 de febrer de 2009    | Mount Lemmon         | Mt. Lemmon Survey         |
| 359174 | 2009 CK20              | 1 de febrer de 2009    | Kitt Peak            | Spacewatch                |
| 359175 | 2009 CW20              | 1 de febrer de 2009    | Kitt Peak            | Spacewatch                |
| 359176 | 2009 CA22              | 1 de febrer de 2009    | Kitt Peak            | Spacewatch                |
| 359177 | 2009 CD23              | 1 de febrer de 2009    | Kitt Peak            | Spacewatch                |
| 359178 | 2009 CL30              | 1 de febrer de 2009    | Kitt Peak            | Spacewatch                |
| 359179 | 2009 CN33              | 1 de febrer de 2009    | Kitt Peak            | Spacewatch                |
| 359180 | 2009 CL35              | 1 de desembre de 2008  | Mount Lemmon         | Mt. Lemmon Survey         |
| 359181 | 2009 CE37              | 4 de febrer de 2009    | Catalina             | CSS                       |
| 359182 | 2009 CC38              | 14 de febrer de 2009   | Dauban               | F. Kugel                  |
| 359183 | 2009 CT40              | 13 de febrer de 2009   | Kitt Peak            | Spacewatch                |
| 359184 | 2009 CV41              | 13 de febrer de 2009   | Kitt Peak            | Spacewatch                |
| 359185 | 2009 CK45              | 14 de febrer de 2009   | Kitt Peak            | Spacewatch                |
| 359186 | 2009 CX45              | 14 de febrer de 2009   | Kitt Peak            | Spacewatch                |
| 359187 | 2009 CN48              | 14 de febrer de 2009   | Kitt Peak            | Spacewatch                |
| 359188 | 2009 CQ56              | 4 de febrer de 2009    | Mount Lemmon         | Mt. Lemmon Survey         |
| 359189 | 2009 CO58              | 3 de febrer de 2009    | Mount Lemmon         | Mt. Lemmon Survey         |
| 359190 | 2009 CT63              | 14 de febrer de 2009   | Catalina             | CSS                       |
| 359191 | 2009 CD65              | 3 de febrer de 2009    | Mount Lemmon         | Mt. Lemmon Survey         |
| 359192 | 2009 DZ4               | 31 de gener de 2009    | Kitt Peak            | Spacewatch                |
| 359193 | 2009 DV5               | 4 de juliol de 2002    | Kitt Peak            | Spacewatch                |
| 359194 | 2009 DP11              | 21 de febrer de 2009   | Skylive              | F. Tozzi                  |
| 359195 | 2009 DQ11              | 21 de febrer de 2009   | Mayhill              | A. Lowe                   |
| 359196 | 2009 DV15              | 30 de desembre de 2008 | Mount Lemmon         | Mt. Lemmon Survey         |
| 359197 | 2009 DD20              | 16 de febrer de 2009   | Catalina             | CSS                       |
| 359198 | 2009 DU33              | 20 de febrer de 2009   | Kitt Peak            | Spacewatch                |
| 359199 | 2009 DJ44              | 25 de febrer de 2009   | Dauban               | F. Kugel                  |
| 359200 | 2009 DK45              | 26 de febrer de 2009   | Socorro              | LINEAR                    |

## 359201-359300
| Nom    | Designació provisional | Data de descobriment   | Lloc de descobriment | Descobridor/s          |
| ------ | ---------------------- | ---------------------- | -------------------- | ---------------------- |
| 359201 | 2009 DQ56              | 12 de març de 2005     | Kitt Peak            | M. W. Buie             |
| 359202 | 2009 DU57              | 22 de febrer de 2009   | Kitt Peak            | Spacewatch             |
| 359203 | 2009 DP58              | 22 de febrer de 2009   | Kitt Peak            | Spacewatch             |
| 359204 | 2009 DL60              | 22 de febrer de 2009   | Kitt Peak            | Spacewatch             |
| 359205 | 2009 DN61              | 22 de febrer de 2009   | Kitt Peak            | Spacewatch             |
| 359206 | 2009 DN67              | 9 de novembre de 2007  | Kitt Peak            | Spacewatch             |
| 359207 | 2009 DC72              | 21 de febrer de 2009   | Kitt Peak            | Spacewatch             |
| 359208 | 2009 DW74              | 16 de febrer de 2009   | Catalina             | CSS                    |
| 359209 | 2009 DQ80              | 22 de febrer de 2009   | Kitt Peak            | Spacewatch             |
| 359210 | 2009 DQ81              | 24 de febrer de 2009   | Kitt Peak            | Spacewatch             |
| 359211 | 2009 DA83              | 24 de febrer de 2009   | Kitt Peak            | Spacewatch             |
| 359212 | 2009 DE89              | 24 de febrer de 2009   | Kitt Peak            | Spacewatch             |
| 359213 | 2009 DZ97              | 26 de febrer de 2009   | Mount Lemmon         | Mt. Lemmon Survey      |
| 359214 | 2009 DR101             | 26 de febrer de 2009   | Kitt Peak            | Spacewatch             |
| 359215 | 2009 DV102             | 26 de febrer de 2009   | Kitt Peak            | Spacewatch             |
| 359216 | 2009 DM104             | 26 de febrer de 2009   | Kitt Peak            | Spacewatch             |
| 359217 | 2009 DY107             | 24 de febrer de 2009   | Mount Lemmon         | Mt. Lemmon Survey      |
| 359218 | 2009 DO113             | 27 de febrer de 2009   | Kitt Peak            | Spacewatch             |
| 359219 | 2009 DQ116             | 27 de febrer de 2009   | Kitt Peak            | Spacewatch             |
| 359220 | 2009 DD117             | 27 de febrer de 2009   | Kitt Peak            | Spacewatch             |
| 359221 | 2009 DR120             | 11 de març de 2005     | Mount Lemmon         | Mt. Lemmon Survey      |
| 359222 | 2009 DL125             | 19 de febrer de 2009   | Kitt Peak            | Spacewatch             |
| 359223 | 2009 DV126             | 24 d'abril de 2000     | Kitt Peak            | Spacewatch             |
| 359224 | 2009 DL127             | 20 de febrer de 2009   | Mount Lemmon         | Mt. Lemmon Survey      |
| 359225 | 2009 DM127             | 20 de febrer de 2009   | Kitt Peak            | Spacewatch             |
| 359226 | 2009 DB134             | 28 de febrer de 2009   | Kitt Peak            | Spacewatch             |
| 359227 | 2009 DD138             | 19 de febrer de 2009   | Kitt Peak            | Spacewatch             |
| 359228 | 2009 DL138             | 20 de febrer de 2009   | Kitt Peak            | Spacewatch             |
| 359229 | 2009 DY138             | 22 de febrer de 2009   | Siding Spring        | Siding Spring Survey   |
| 359230 | 2009 DO139             | 28 de febrer de 2009   | Kitt Peak            | Spacewatch             |
| 359231 | 2009 DO142             | 27 de febrer de 2009   | Mount Lemmon         | Mt. Lemmon Survey      |
| 359232 | 2009 EJ15              | 15 de març de 2009     | Kitt Peak            | Spacewatch             |
| 359233 | 2009 EJ16              | 15 de març de 2009     | Kitt Peak            | Spacewatch             |
| 359234 | 2009 EO16              | 15 de març de 2009     | Kitt Peak            | Spacewatch             |
| 359235 | 2009 EP17              | 28 de setembre de 2006 | Mount Lemmon         | Mt. Lemmon Survey      |
| 359236 | 2009 EV18              | 15 de març de 2009     | Kitt Peak            | Spacewatch             |
| 359237 | 2009 EA20              | 3 de març de 2009      | Catalina             | CSS                    |
| 359238 | 2009 EV26              | 2 de març de 2009      | Kitt Peak            | Spacewatch             |
| 359239 | 2009 EC28              | 1 de març de 2009      | Kitt Peak            | Spacewatch             |
| 359240 | 2009 EL28              | 2 de març de 2009      | Mount Lemmon         | Mt. Lemmon Survey      |
| 359241 | 2009 EU28              | 8 de març de 2009      | Mount Lemmon         | Mt. Lemmon Survey      |
| 359242 | 2009 FT                | 17 de març de 2009     | Catalina             | CSS                    |
| 359243 | 2009 FW                | 16 de març de 2009     | Tzec Maun            | F. Tozzi               |
| 359244 | 2009 FO1               | 16 de març de 2009     | La Sagra             | La Sagra               |
| 359245 | 2009 FH2               | 17 de març de 2009     | Marly                | P. Kocher              |
| 359246 | 2009 FD3               | 17 de març de 2009     | Mayhill              | A. Lowe                |
| 359247 | 2009 FZ7               | 16 de març de 2009     | Kitt Peak            | Spacewatch             |
| 359248 | 2009 FQ12              | 18 de març de 2009     | Mount Lemmon         | Mt. Lemmon Survey      |
| 359249 | 2009 FD16              | 17 de març de 2009     | Kitt Peak            | Spacewatch             |
| 359250 | 2009 FU17              | 30 de gener de 2009    | Mount Lemmon         | Mt. Lemmon Survey      |
| 359251 | 2009 FF20              | 17 de març de 2009     | Bergisch Gladbac     | W. Bickel              |
| 359252 | 2009 FZ24              | 22 de març de 2009     | La Sagra             | La Sagra               |
| 359253 | 2009 FY25              | 18 de març de 2009     | Mount Lemmon         | Mt. Lemmon Survey      |
| 359254 | 2009 FL28              | 22 de març de 2009     | Hibiscus             | N. Teamo               |
| 359255 | 2009 FC32              | 7 de febrer de 1999    | Kitt Peak            | Spacewatch             |
| 359256 | 2009 FK32              | 16 de març de 2009     | Kitt Peak            | Spacewatch             |
| 359257 | 2009 FK33              | 21 de març de 2009     | Catalina             | CSS                    |
| 359258 | 2009 FP36              | 26 de març de 2009     | Mount Lemmon         | Mt. Lemmon Survey      |
| 359259 | 2009 FF41              | 21 de març de 2009     | La Sagra             | La Sagra               |
| 359260 | 2009 FQ43              | 30 de març de 2009     | Sierra Stars         | F. Tozzi               |
| 359261 | 2009 FK56              | 21 de març de 2009     | Catalina             | CSS                    |
| 359262 | 2009 FO56              | 22 de març de 2009     | Siding Spring        | Siding Spring Survey   |
| 359263 | 2009 FH60              | 13 de gener de 2000    | Kitt Peak            | Spacewatch             |
| 359264 | 2009 FP63              | 16 de març de 2009     | Kitt Peak            | Spacewatch             |
| 359265 | 2009 FV63              | 29 de març de 2009     | Kitt Peak            | Spacewatch             |
| 359266 | 2009 FO67              | 21 de març de 2009     | Mount Lemmon         | Mt. Lemmon Survey      |
| 359267 | 2009 FQ69              | 18 de març de 2009     | Kitt Peak            | Spacewatch             |
| 359268 | 2009 FQ71              | 19 de març de 2009     | Kitt Peak            | Spacewatch             |
| 359269 | 2009 FV74              | 18 de març de 2009     | Catalina             | CSS                    |
| 359270 | 2009 FF76              | 26 de març de 2009     | Mount Lemmon         | Mt. Lemmon Survey      |
| 359271 | 2009 FQ76              | 31 de març de 2009     | Catalina             | CSS                    |
| 359272 | 2009 FT76              | 19 de març de 2009     | Mount Lemmon         | Mt. Lemmon Survey      |
| 359273 | 2009 FL77              | 13 de març de 2005     | Mount Lemmon         | Mt. Lemmon Survey      |
| 359274 | 2009 GY5               | 1 d'abril de 2009      | Kitt Peak            | Spacewatch             |
| 359275 | 2009 HB2               | 8 de gener de 2009     | Kitt Peak            | Spacewatch             |
| 359276 | 2009 HR4               | 17 d'abril de 2009     | Kitt Peak            | Spacewatch             |
| 359277 | 2009 HF6               | 17 d'abril de 2009     | Kitt Peak            | Spacewatch             |
| 359278 | 2009 HJ6               | 2 d'abril de 2009      | Kitt Peak            | Spacewatch             |
| 359279 | 2009 HC7               | 29 de març de 2009     | Kitt Peak            | Spacewatch             |
| 359280 | 2009 HW7               | 17 d'abril de 2009     | Kitt Peak            | Spacewatch             |
| 359281 | 2009 HP8               | 17 d'abril de 2009     | Kitt Peak            | Spacewatch             |
| 359282 | 2009 HA19              | 19 d'abril de 2009     | Mount Lemmon         | Mt. Lemmon Survey      |
| 359283 | 2009 HZ19              | 17 d'abril de 2009     | Catalina             | CSS                    |
| 359284 | 2009 HM20              | 18 d'abril de 2009     | Kitt Peak            | Spacewatch             |
| 359285 | 2009 HM24              | 17 d'abril de 2009     | Kitt Peak            | Spacewatch             |
| 359286 | 2009 HD25              | 17 d'abril de 2009     | Catalina             | CSS                    |
| 359287 | 2009 HO28              | 2 d'abril de 2009      | Kitt Peak            | Spacewatch             |
| 359288 | 2009 HE30              | 19 d'abril de 2009     | Kitt Peak            | Spacewatch             |
| 359289 | 2009 HL38              | 18 d'abril de 2009     | Kitt Peak            | Spacewatch             |
| 359290 | 2009 HK40              | 20 d'abril de 2009     | Kitt Peak            | Spacewatch             |
| 359291 | 2009 HN41              | 20 d'abril de 2009     | Kitt Peak            | Spacewatch             |
| 359292 | 2009 HR43              | 20 d'abril de 2009     | Kitt Peak            | Spacewatch             |
| 359293 | 2009 HL44              | 1 d'abril de 2009      | Kitt Peak            | Spacewatch             |
| 359294 | 2009 HS45              | 21 d'abril de 2009     | La Sagra             | La Sagra               |
| 359295 | 2009 HZ45              | 22 d'abril de 2009     | La Sagra             | La Sagra               |
| 359296 | 2009 HR49              | 21 d'abril de 2009     | Kitt Peak            | Spacewatch             |
| 359297 | 2009 HN77              | 22 d'abril de 2009     | La Sagra             | La Sagra               |
| 359298 | 2009 HL78              | 24 d'abril de 2009     | Mount Lemmon         | Mt. Lemmon Survey      |
| 359299 | 2009 HA80              | 27 d'abril de 2009     | Purple Mountain      | PMO NEO Survey Program |
| 359300 | 2009 HD83              | 27 d'abril de 2009     | Kitt Peak            | Spacewatch             |

## 359301-359400
| Nom    | Designació provisional | Data de descobriment   | Lloc de descobriment | Descobridor/s        |
| ------ | ---------------------- | ---------------------- | -------------------- | -------------------- |
| 359301 | 2009 HN83              | 25 de març de 2009     | Mount Lemmon         | Mt. Lemmon Survey    |
| 359302 | 2009 HM84              | 27 d'abril de 2009     | Kitt Peak            | Spacewatch           |
| 359303 | 2009 HL85              | 26 de març de 2009     | Mount Lemmon         | Mt. Lemmon Survey    |
| 359304 | 2009 HN85              | 29 d'abril de 2009     | Kitt Peak            | Spacewatch           |
| 359305 | 2009 HO85              | 29 d'abril de 2009     | Kitt Peak            | Spacewatch           |
| 359306 | 2009 HD89              | 24 d'abril de 2009     | Cerro Burek          | Cerro Burek          |
| 359307 | 2009 HY90              | 21 d'abril de 2009     | Mount Lemmon         | Mt. Lemmon Survey    |
| 359308 | 2009 HT91              | 29 d'abril de 2009     | Kitt Peak            | Spacewatch           |
| 359309 | 2009 HG93              | 30 d'abril de 2009     | Catalina             | CSS                  |
| 359310 | 2009 HH103             | 18 d'abril de 2009     | Kitt Peak            | Spacewatch           |
| 359311 | 2009 JQ1               | 16 de febrer de 2004   | Kitt Peak            | Spacewatch           |
| 359312 | 2009 JE2               | 2 de maig de 2009      | Siding Spring        | Siding Spring Survey |
| 359313 | 2009 JD6               | 13 de maig de 2009     | Kitt Peak            | Spacewatch           |
| 359314 | 2009 JV6               | 13 de maig de 2009     | Mount Lemmon         | Mt. Lemmon Survey    |
| 359315 | 2009 JW6               | 13 de maig de 2009     | Kitt Peak            | Spacewatch           |
| 359316 | 2009 JX6               | 13 de maig de 2009     | Kitt Peak            | Spacewatch           |
| 359317 | 2009 JK7               | 13 de maig de 2009     | Kitt Peak            | Spacewatch           |
| 359318 | 2009 JS12              | 14 de maig de 2009     | Kitt Peak            | Spacewatch           |
| 359319 | 2009 JV12              | 15 de maig de 2009     | Catalina             | CSS                  |
| 359320 | 2009 JE18              | 1 de maig de 2009      | Mount Lemmon         | Mt. Lemmon Survey    |
| 359321 | 2009 KU3               | 23 de maig de 2009     | Catalina             | CSS                  |
| 359322 | 2009 KU11              | 25 de maig de 2009     | Kitt Peak            | Spacewatch           |
| 359323 | 2009 KV14              | 26 de maig de 2009     | Catalina             | CSS                  |
| 359324 | 2009 KP15              | 26 de maig de 2009     | Kitt Peak            | Spacewatch           |
| 359325 | 2009 KQ18              | 27 de maig de 2009     | Kitt Peak            | Spacewatch           |
| 359326 | 2009 KN20              | 29 de maig de 2009     | Mount Lemmon         | Mt. Lemmon Survey    |
| 359327 | 2009 KW21              | 29 de maig de 2009     | Sandlot              | G. Hug               |
| 359328 | 2009 KD28              | 30 de maig de 2009     | Mount Lemmon         | Mt. Lemmon Survey    |
| 359329 | 2009 MD7               | 15 de juny de 2009     | Kitt Peak            | Spacewatch           |
| 359330 | 2009 OO6               | 26 de juliol de 2009   | La Sagra             | La Sagra             |
| 359331 | 2009 OD12              | 27 de juliol de 2009   | Kitt Peak            | Spacewatch           |
| 359332 | 2009 PD13              | 22 de desembre de 2006 | 7300                 | W. K. Y. Yeung       |
| 359333 | 2009 PG19              | 15 d'agost de 2009     | Kitt Peak            | Spacewatch           |
| 359334 | 2009 QV5               | 17 d'agost de 2009     | Goodricke-Pigott     | R. A. Tucker         |
| 359335 | 2009 QA14              | 16 d'agost de 2009     | Kitt Peak            | Spacewatch           |
| 359336 | 2009 QR38              | 29 d'agost de 2009     | Cerro Burek          | Cerro Burek          |
| 359337 | 2009 QL43              | 27 d'agost de 2009     | La Sagra             | La Sagra             |
| 359338 | 2009 RW24              | 17 d'agost de 2009     | Catalina             | CSS                  |
| 359339 | 2009 RL40              | 15 de setembre de 2009 | Kitt Peak            | Spacewatch           |
| 359340 | 2009 RX73              | 15 de setembre de 2009 | Kitt Peak            | Spacewatch           |
| 359341 | 2009 SS14              | 13 d'octubre de 2004   | Kitt Peak            | Spacewatch           |
| 359342 | 2009 SV119             | 18 de setembre de 2009 | Kitt Peak            | Spacewatch           |
| 359343 | 2009 SE143             | 19 de setembre de 2009 | Kitt Peak            | Spacewatch           |
| 359344 | 2009 SK175             | 25 de febrer de 2007   | Kitt Peak            | Spacewatch           |
| 359345 | 2009 SE198             | 21 d'agost de 2008     | Kitt Peak            | Spacewatch           |
| 359346 | 2009 SE205             | 22 de setembre de 2009 | Kitt Peak            | Spacewatch           |
| 359347 | 2009 SX207             | 15 de setembre de 2009 | Kitt Peak            | Spacewatch           |
| 359348 | 2009 SB233             | 17 de setembre de 2004 | Anderson Mesa        | LONEOS               |
| 359349 | 2009 SG248             | 23 de setembre de 2009 | Kitt Peak            | Spacewatch           |
| 359350 | 2009 SD254             | 16 de setembre de 2009 | Kitt Peak            | Spacewatch           |
| 359351 | 2009 SH289             | 18 de setembre de 2009 | Kitt Peak            | Spacewatch           |
| 359352 | 2009 SH290             | 21 de setembre de 2009 | Kitt Peak            | Spacewatch           |
| 359353 | 2009 SX305             | 17 de setembre de 2009 | Mount Lemmon         | Mt. Lemmon Survey    |
| 359354 | 2009 SG347             | 28 de setembre de 2009 | Mount Lemmon         | Mt. Lemmon Survey    |
| 359355 | 2009 SC355             | 18 de setembre de 2009 | Kitt Peak            | Spacewatch           |
| 359356 | 2009 TT42              | 12 d'octubre de 2009   | Mount Lemmon         | Mt. Lemmon Survey    |
| 359357 | 2009 TM46              | 11 d'octubre de 2009   | Mount Lemmon         | Mt. Lemmon Survey    |
| 359358 | 2009 TN46              | 15 d'octubre de 2009   | Mount Lemmon         | Mt. Lemmon Survey    |
| 359359 | 2009 UV13              | 19 d'octubre de 2009   | Socorro              | LINEAR               |
| 359360 | 2009 US28              | 18 d'octubre de 2009   | Mount Lemmon         | Mt. Lemmon Survey    |
| 359361 | 2009 US55              | 23 d'octubre de 2009   | Mount Lemmon         | Mt. Lemmon Survey    |
| 359362 | 2009 UL102             | 24 d'octubre de 2009   | Mount Lemmon         | Mt. Lemmon Survey    |
| 359363 | 2009 UR105             | 21 d'octubre de 2009   | Mount Lemmon         | Mt. Lemmon Survey    |
| 359364 | 2009 UF130             | 20 d'octubre de 2009   | Atacama              | IAA-AI               |
| 359365 | 2009 VN11              | 8 de novembre de 2009  | Kitt Peak            | Spacewatch           |
| 359366 | 2009 VK20              | 18 de març de 2002     | Kitt Peak            | Spacewatch           |
| 359367 | 2009 VR38              | 9 de novembre de 2009  | Catalina             | CSS                  |
| 359368 | 2009 WC57              | 16 de novembre de 2009 | Mount Lemmon         | Mt. Lemmon Survey    |
| 359369 | 2009 YG                | 17 de desembre de 2009 | Socorro              | LINEAR               |
| 359370 | 2009 YX14              | 18 de desembre de 2009 | Mount Lemmon         | Mt. Lemmon Survey    |
| 359371 | 2010 AC27              | 6 de gener de 2010     | Kitt Peak            | Spacewatch           |
| 359372 | 2010 CN189             | 11 de febrer de 2010   | WISE                 | WISE                 |
| 359373 | 2010 CX222             | 8 de febrer de 2010    | WISE                 | WISE                 |
| 359374 | 2010 DD18              | 17 de febrer de 2010   | WISE                 | WISE                 |
| 359375 | 2010 DU21              | 17 de febrer de 2010   | Socorro              | LINEAR               |
| 359376 | 2010 DW31              | 17 de febrer de 2010   | WISE                 | WISE                 |
| 359377 | 2010 EZ35              | 16 de febrer de 2010   | Catalina             | CSS                  |
| 359378 | 2010 ED42              | 12 de març de 2010     | Mount Lemmon         | Mt. Lemmon Survey    |
| 359379 | 2010 ED44              | 12 de març de 2010     | Kitt Peak            | Spacewatch           |
| 359380 | 2010 EO83              | 12 de març de 2010     | Kitt Peak            | Spacewatch           |
| 359381 | 2010 FE54              | 20 de març de 2010     | Kitt Peak            | Spacewatch           |
| 359382 | 2010 FA75              | 30 de març de 2010     | WISE                 | WISE                 |
| 359383 | 2010 FM92              | 19 de març de 2010     | Kitt Peak            | Spacewatch           |
| 359384 | 2010 GH29              | 8 d'abril de 2010      | Mount Lemmon         | Mt. Lemmon Survey    |
| 359385 | 2010 GA123             | 14 d'abril de 2010     | Kitt Peak            | Spacewatch           |
| 359386 | 2010 GQ126             | 25 de març de 2010     | Mount Lemmon         | Mt. Lemmon Survey    |
| 359387 | 2010 GU127             | 10 d'abril de 2010     | Mount Lemmon         | Mt. Lemmon Survey    |
| 359388 | 2010 GR131             | 22 de novembre de 2005 | Kitt Peak            | Spacewatch           |
| 359389 | 2010 GE153             | 15 d'abril de 2010     | WISE                 | WISE                 |
| 359390 | 2010 GO154             | 15 d'abril de 2010     | WISE                 | WISE                 |
| 359391 | 2010 GU171             | 24 d'agost de 2011     | Haleakala            | Pan-STARRS 1         |
| 359392 | 2010 HF6               | 16 d'abril de 2010     | WISE                 | WISE                 |
| 359393 | 2010 HC20              | 17 d'abril de 2010     | Mount Lemmon         | Mt. Lemmon Survey    |
| 359394 | 2010 HE55              | 25 d'abril de 2010     | WISE                 | WISE                 |
| 359395 | 2010 HM79              | 20 d'abril de 2010     | Kitt Peak            | Spacewatch           |
| 359396 | 2010 HS82              | 28 d'abril de 2010     | WISE                 | WISE                 |
| 359397 | 2010 HF106             | 26 de març de 2006     | Kitt Peak            | Spacewatch           |
| 359398 | 2010 HT106             | 8 de juny de 2007      | Kitt Peak            | Spacewatch           |
| 359399 | 2010 JD                | 3 de maig de 2010      | Kitt Peak            | Spacewatch           |
| 359400 | 2010 JQ23              | 4 de maig de 2010      | WISE                 | WISE                 |

## 359401-359500
| Nom    | Designació provisional | Data de descobriment   | Lloc de descobriment | Descobridor/s            |
| ------ | ---------------------- | ---------------------- | -------------------- | ------------------------ |
| 359401 | 2010 JB40              | 6 de maig de 2010      | Mount Lemmon         | Mt. Lemmon Survey        |
| 359402 | 2010 JN43              | 1 de novembre de 2008  | Mount Lemmon         | Mt. Lemmon Survey        |
| 359403 | 2010 JS78              | 25 d'agost de 2004     | Kitt Peak            | Spacewatch               |
| 359404 | 2010 JH79              | 7 de novembre de 2008  | Mount Lemmon         | Mt. Lemmon Survey        |
| 359405 | 2010 JK79              | 2 de febrer de 2006    | Kitt Peak            | Spacewatch               |
| 359406 | 2010 JV84              | 13 de setembre de 2007 | Mount Lemmon         | Mt. Lemmon Survey        |
| 359407 | 2010 JW99              | 15 de gener de 2008    | Mount Lemmon         | Mt. Lemmon Survey        |
| 359408 | 2010 JG115             | 8 de maig de 2010      | Mount Lemmon         | Mt. Lemmon Survey        |
| 359409 | 2010 JO118             | 11 de maig de 2010     | Mount Lemmon         | Mt. Lemmon Survey        |
| 359410 | 2010 JS121             | 12 de maig de 2010     | Mount Lemmon         | Mt. Lemmon Survey        |
| 359411 | 2010 KD46              | 11 d'octubre de 2005   | Anderson Mesa        | LONEOS                   |
| 359412 | 2010 KX56              | 20 de maig de 2010     | WISE                 | WISE                     |
| 359413 | 2010 KR77              | 25 de maig de 2010     | WISE                 | WISE                     |
| 359414 | 2010 KQ96              | 28 de maig de 2010     | WISE                 | WISE                     |
| 359415 | 2010 KU114             | 30 de maig de 2010     | WISE                 | WISE                     |
| 359416 | 2010 KZ121             | 31 de maig de 2010     | WISE                 | WISE                     |
| 359417 | 2010 LQ1               | 4 de juny de 2010      | Catalina             | CSS                      |
| 359418 | 2010 LT4               | 1 de juny de 2010      | WISE                 | WISE                     |
| 359419 | 2010 LL8               | 6 de març de 2008      | Mount Lemmon         | Mt. Lemmon Survey        |
| 359420 | 2010 LF10              | 27 d'octubre de 2005   | Catalina             | CSS                      |
| 359421 | 2010 LF16              | 17 de febrer de 2010   | Kitt Peak            | Spacewatch               |
| 359422 | 2010 LQ16              | 17 de març de 2004     | Apache Point         | Sloan Digital Sky Survey |
| 359423 | 2010 LY39              | 7 de juny de 2010      | WISE                 | WISE                     |
| 359424 | 2010 LU43              | 7 de juny de 2010      | WISE                 | WISE                     |
| 359425 | 2010 LO54              | 9 de juny de 2010      | WISE                 | WISE                     |
| 359426 | 2010 LA71              | 10 de juny de 2010     | WISE                 | WISE                     |
| 359427 | 2010 LD82              | 11 de juny de 2010     | WISE                 | WISE                     |
| 359428 | 2010 LJ86              | 11 de juny de 2010     | WISE                 | WISE                     |
| 359429 | 2010 LA88              | 12 de juny de 2010     | WISE                 | WISE                     |
| 359430 | 2010 LJ115             | 13 de juny de 2010     | WISE                 | WISE                     |
| 359431 | 2010 LB118             | 14 de juny de 2010     | WISE                 | WISE                     |
| 359432 | 2010 MY7               | 16 de juny de 2010     | WISE                 | WISE                     |
| 359433 | 2010 MO33              | 25 d'octubre de 2005   | Kitt Peak            | Spacewatch               |
| 359434 | 2010 MJ43              | 22 de juny de 2010     | WISE                 | WISE                     |
| 359435 | 2010 MK48              | 16 de febrer de 2007   | Catalina             | CSS                      |
| 359436 | 2010 MT56              | 24 de juny de 2010     | WISE                 | WISE                     |
| 359437 | 2010 MN63              | 24 de juny de 2010     | WISE                 | WISE                     |
| 359438 | 2010 MA66              | 25 de juny de 2010     | WISE                 | WISE                     |
| 359439 | 2010 MC69              | 8 de març de 2008      | Kitt Peak            | Spacewatch               |
| 359440 | 2010 MX75              | 26 de juny de 2010     | WISE                 | WISE                     |
| 359441 | 2010 MS77              | 26 de juny de 2010     | WISE                 | WISE                     |
| 359442 | 2010 MG86              | 3 d'octubre de 1999    | Kitt Peak            | Spacewatch               |
| 359443 | 2010 MK88              | 24 de gener de 2007    | Anderson Mesa        | LONEOS                   |
| 359444 | 2010 MS88              | 24 de juny de 2010     | Mount Lemmon         | Mt. Lemmon Survey        |
| 359445 | 2010 MH96              | 28 de juny de 2010     | WISE                 | WISE                     |
| 359446 | 2010 MZ97              | 17 de febrer de 2007   | Kitt Peak            | Spacewatch               |
| 359447 | 2010 MZ101             | 29 de juny de 2010     | WISE                 | WISE                     |
| 359448 | 2010 MT106             | 29 d'agost de 2005     | Kitt Peak            | Spacewatch               |
| 359449 | 2010 NV11              | 2 de juliol de 2010    | WISE                 | WISE                     |
| 359450 | 2010 NQ12              | 30 de setembre de 2006 | Mount Lemmon         | Mt. Lemmon Survey        |
| 359451 | 2010 NZ14              | 5 de juliol de 2010    | WISE                 | WISE                     |
| 359452 | 2010 NR24              | 11 de setembre de 2005 | Kitt Peak            | Spacewatch               |
| 359453 | 2010 NK29              | 8 d'agost de 2004      | Palomar              | NEAT                     |
| 359454 | 2010 NH30              | 7 de juliol de 2010    | WISE                 | WISE                     |
| 359455 | 2010 NW37              | 8 de juliol de 2010    | WISE                 | WISE                     |
| 359456 | 2010 NG42              | 29 d'agost de 2005     | Palomar              | NEAT                     |
| 359457 | 2010 NE45              | 1 d'octubre de 2005    | Catalina             | CSS                      |
| 359458 | 2010 NE49              | 9 de juliol de 2010    | WISE                 | WISE                     |
| 359459 | 2010 NJ49              | 27 d'octubre de 2005   | Kitt Peak            | Spacewatch               |
| 359460 | 2010 NJ51              | 10 de juliol de 2010   | WISE                 | WISE                     |
| 359461 | 2010 NS53              | 9 de setembre de 2004  | Kitt Peak            | Spacewatch               |
| 359462 | 2010 NA55              | 10 de juliol de 2010   | WISE                 | WISE                     |
| 359463 | 2010 NG56              | 19 de setembre de 2001 | Socorro              | LINEAR                   |
| 359464 | 2010 NG61              | 11 de juliol de 2010   | WISE                 | WISE                     |
| 359465 | 2010 NX61              | 21 de juny de 2009     | Mount Lemmon         | Mt. Lemmon Survey        |
| 359466 | 2010 NB62              | 11 de juliol de 2010   | WISE                 | WISE                     |
| 359467 | 2010 NF64              | 11 de juliol de 2010   | WISE                 | WISE                     |
| 359468 | 2010 NH70              | 8 d'agost de 2004      | Palomar              | NEAT                     |
| 359469 | 2010 NH75              | 15 de juliol de 2010   | WISE                 | WISE                     |
| 359470 | 2010 NE80              | 15 de juliol de 2010   | WISE                 | WISE                     |
| 359471 | 2010 ND99              | 8 d'abril de 2008      | Kitt Peak            | Spacewatch               |
| 359472 | 2010 NZ114             | 14 de juliol de 2010   | WISE                 | WISE                     |
| 359473 | 2010 NZ117             | 14 de juliol de 2010   | La Sagra             | La Sagra                 |
| 359474 | 2010 OQ4               | 12 d'agost de 2004     | Cerro Tololo         | L. H. Wasserman          |
| 359475 | 2010 OO10              | 23 d'octubre de 2005   | Catalina             | CSS                      |
| 359476 | 2010 OT13              | 17 de juliol de 2010   | WISE                 | WISE                     |
| 359477 | 2010 OK15              | 5 de març de 2008      | Kitt Peak            | Spacewatch               |
| 359478 | 2010 OE17              | 2 de maig de 2003      | Kitt Peak            | Spacewatch               |
| 359479 | 2010 OH20              | 27 de gener de 2007    | Mount Lemmon         | Mt. Lemmon Survey        |
| 359480 | 2010 OY26              | 21 d'octubre de 2001   | Socorro              | LINEAR                   |
| 359481 | 2010 OT29              | 22 d'octubre de 2005   | Kitt Peak            | Spacewatch               |
| 359482 | 2010 OC31              | 20 de juliol de 2010   | WISE                 | WISE                     |
| 359483 | 2010 OX33              | 10 de setembre de 2004 | Kitt Peak            | Spacewatch               |
| 359484 | 2010 OR34              | 10 d'octubre de 2004   | Kitt Peak            | Spacewatch               |
| 359485 | 2010 OO37              | 21 de juny de 2005     | Palomar              | NEAT                     |
| 359486 | 2010 OB39              | 27 de febrer de 2009   | Mount Lemmon         | Mt. Lemmon Survey        |
| 359487 | 2010 OM43              | 25 de novembre de 2005 | Catalina             | CSS                      |
| 359488 | 2010 OL53              | 8 d'agost de 2005      | Siding Spring        | Siding Spring Survey     |
| 359489 | 2010 ON59              | 16 de febrer de 2007   | Catalina             | CSS                      |
| 359490 | 2010 OK72              | 22 d'abril de 2009     | Mount Lemmon         | Mt. Lemmon Survey        |
| 359491 | 2010 OL81              | 6 de febrer de 2007    | Kitt Peak            | Spacewatch               |
| 359492 | 2010 OR82              | 25 d'octubre de 2005   | Mount Lemmon         | Mt. Lemmon Survey        |
| 359493 | 2010 OD96              | 25 de desembre de 2001 | Kitt Peak            | Spacewatch               |
| 359494 | 2010 OP99              | 10 de gener de 2007    | Kitt Peak            | Spacewatch               |
| 359495 | 2010 OY107             | 18 d'agost de 2004     | Siding Spring        | Siding Spring Survey     |
| 359496 | 2010 OA118             | 7 d'agost de 2004      | Campo Imperatore     | CINEOS                   |
| 359497 | 2010 OJ127             | 30 de juny de 2005     | Palomar              | NEAT                     |
| 359498 | 2010 PK61              | 14 de setembre de 2006 | Kitt Peak            | Spacewatch               |
| 359499 | 2010 PJ66              | 5 de febrer de 2009    | Mount Lemmon         | Mt. Lemmon Survey        |
| 359500 | 2010 PA74              | 9 de febrer de 2008    | Kitt Peak            | Spacewatch               |

## 359501-359600
| Nom    | Designació provisional | Data de descobriment   | Lloc de descobriment | Descobridor/s     |
| ------ | ---------------------- | ---------------------- | -------------------- | ----------------- |
| 359501 | 2010 PE78              | 2 de març de 2001      | Kitt Peak            | Spacewatch        |
| 359502 | 2010 PV78              | 5 d'agost de 2010      | Great Shefford       | P. Birtwhistle    |
| 359503 | 2010 PQ80              | 22 de setembre de 2003 | Palomar              | NEAT              |
| 359504 | 2010 QM                | 16 d'agost de 2010     | La Sagra             | La Sagra          |
| 359505 | 2010 QD5               | 14 de setembre de 1999 | Socorro              | LINEAR            |
| 359506 | 2010 RV7               | 4 de març de 2001      | Kitt Peak            | Spacewatch        |
| 359507 | 2010 RP10              | 20 de juliol de 2001   | Palomar              | NEAT              |
| 359508 | 2010 RJ12              | 1 de setembre de 2010  | Socorro              | LINEAR            |
| 359509 | 2010 RA14              | 17 de setembre de 2006 | Kitt Peak            | Spacewatch        |
| 359510 | 2010 RX43              | 23 de setembre de 1997 | Kitt Peak            | Spacewatch        |
| 359511 | 2010 RV46              | 25 de setembre de 2005 | Kitt Peak            | Spacewatch        |
| 359512 | 2010 RF48              | 30 d'abril de 2003     | Kitt Peak            | Spacewatch        |
| 359513 | 2010 RG49              | 8 de juliol de 2005    | Kitt Peak            | Spacewatch        |
| 359514 | 2010 RD51              | 13 d'abril de 2008     | Mount Lemmon         | Mt. Lemmon Survey |
| 359515 | 2010 RN51              | 10 de març de 2004     | Palomar              | NEAT              |
| 359516 | 2010 RM54              | 28 de novembre de 1994 | Kitt Peak            | Spacewatch        |
| 359517 | 2010 RK59              | 2 d'octubre de 2006    | Mount Lemmon         | Mt. Lemmon Survey |
| 359518 | 2010 RV59              | 26 de gener de 2007    | Kitt Peak            | Spacewatch        |
| 359519 | 2010 RK62              | 29 de juliol de 2001   | Palomar              | NEAT              |
| 359520 | 2010 RX63              | 3 d'abril de 2003      | Anderson Mesa        | LONEOS            |
| 359521 | 2010 RV65              | 2 de juliol de 2005    | Kitt Peak            | Spacewatch        |
| 359522 | 2010 RR75              | 24 d'agost de 2001     | Kitt Peak            | Spacewatch        |
| 359523 | 2010 RT78              | 2 de setembre de 2010  | Mount Lemmon         | Mt. Lemmon Survey |
| 359524 | 2010 RW83              | 1 de febrer de 2008    | Mount Lemmon         | Mt. Lemmon Survey |
| 359525 | 2010 RF88              | 23 de setembre de 2005 | Kitt Peak            | Spacewatch        |
| 359526 | 2010 RG90              | 12 d'agost de 2010     | Kitt Peak            | Spacewatch        |
| 359527 | 2010 RL93              | 29 d'agost de 2005     | Palomar              | NEAT              |
| 359528 | 2010 RZ101             | 24 d'abril de 2003     | Kitt Peak            | Spacewatch        |
| 359529 | 2010 RT102             | 28 d'octubre de 2005   | Kitt Peak            | Spacewatch        |
| 359530 | 2010 RD107             | 31 de març de 2008     | Mount Lemmon         | Mt. Lemmon Survey |
| 359531 | 2010 RV107             | 29 de setembre de 2005 | Mount Lemmon         | Mt. Lemmon Survey |
| 359532 | 2010 RC108             | 4 d'abril de 2008      | Kitt Peak            | Spacewatch        |
| 359533 | 2010 RQ112             | 6 d'octubre de 2005    | Mount Lemmon         | Mt. Lemmon Survey |
| 359534 | 2010 RS113             | 1 de març de 2008      | Kitt Peak            | Spacewatch        |
| 359535 | 2010 RC116             | 20 d'octubre de 2006   | Kitt Peak            | Spacewatch        |
| 359536 | 2010 RK125             | 30 d'agost de 2005     | Kitt Peak            | Spacewatch        |
| 359537 | 2010 RX131             | 13 de setembre de 2005 | Kitt Peak            | Spacewatch        |
| 359538 | 2010 RF137             | 18 de setembre de 1995 | Kitt Peak            | Spacewatch        |
| 359539 | 2010 RB143             | 18 de setembre de 2001 | Kitt Peak            | Spacewatch        |
| 359540 | 2010 RX144             | 29 d'octubre de 2005   | Kitt Peak            | Spacewatch        |
| 359541 | 2010 RU158             | 14 de febrer de 1999   | Kitt Peak            | Spacewatch        |
| 359542 | 2010 RM162             | 5 de març de 2008      | Kitt Peak            | Spacewatch        |
| 359543 | 2010 RD165             | 9 de setembre de 2010  | Kitt Peak            | Spacewatch        |
| 359544 | 2010 RG179             | 20 de gener de 2008    | Mount Lemmon         | Mt. Lemmon Survey |
| 359545 | 2010 RS179             | 4 de setembre de 2010  | Kitt Peak            | Spacewatch        |
| 359546 | 2010 ST4               | 8 de febrer de 2007    | Kitt Peak            | Spacewatch        |
| 359547 | 2010 SG5               | 22 de novembre de 2006 | Mount Lemmon         | Mt. Lemmon Survey |
| 359548 | 2010 SU17              | 10 de maig de 2005     | Mount Lemmon         | Mt. Lemmon Survey |
| 359549 | 2010 SO22              | 13 de setembre de 2005 | Kitt Peak            | Spacewatch        |
| 359550 | 2010 SG23              | 30 de desembre de 2000 | Kitt Peak            | Spacewatch        |
| 359551 | 2010 SJ23              | 29 d'octubre de 2005   | Catalina             | CSS               |
| 359552 | 2010 SF28              | 7 d'abril de 2008      | Mount Lemmon         | Mt. Lemmon Survey |
| 359553 | 2010 SP31              | 2 de març de 2008      | Kitt Peak            | Spacewatch        |
| 359554 | 2010 ST37              | 31 d'octubre de 2005   | Kitt Peak            | Spacewatch        |
| 359555 | 2010 SU37              | 16 de setembre de 2006 | Catalina             | CSS               |
| 359556 | 2010 SW38              | 17 de setembre de 2010 | Mount Lemmon         | Mt. Lemmon Survey |
| 359557 | 2010 SW40              | 5 de setembre de 1999  | Catalina             | CSS               |
| 359558 | 2010 SC42              | 20 de juliol de 1999   | Kitt Peak            | Spacewatch        |
| 359559 | 2010 TG5               | 26 d'octubre de 2005   | Anderson Mesa        | LONEOS            |
| 359560 | 2010 TD33              | 4 de novembre de 1999  | Kitt Peak            | Spacewatch        |
| 359561 | 2010 TF33              | 27 de febrer de 2009   | Mount Lemmon         | Mt. Lemmon Survey |
| 359562 | 2010 TU86              | 15 de novembre de 2006 | Catalina             | CSS               |
| 359563 | 2010 TN91              | 29 de març de 2008     | Mount Lemmon         | Mt. Lemmon Survey |
| 359564 | 2010 TW100             | 19 d'agost de 2001     | Cerro Tololo         | M. W. Buie        |
| 359565 | 2010 TY104             | 31 d'agost de 2005     | Kitt Peak            | Spacewatch        |
| 359566 | 2010 TC106             | 28 d'agost de 2005     | Kitt Peak            | Spacewatch        |
| 359567 | 2010 TT116             | 18 de maig de 2004     | Campo Imperatore     | CINEOS            |
| 359568 | 2010 TX119             | 23 d'agost de 2004     | Kitt Peak            | Spacewatch        |
| 359569 | 2010 TD121             | 2 d'octubre de 2005    | Mount Lemmon         | Mt. Lemmon Survey |
| 359570 | 2010 TU126             | 26 de novembre de 2005 | Mount Lemmon         | Mt. Lemmon Survey |
| 359571 | 2010 TP128             | 9 d'octubre de 2010    | Catalina             | CSS               |
| 359572 | 2010 TZ152             | 26 d'agost de 2005     | Palomar              | NEAT              |
| 359573 | 2010 TJ153             | 22 d'agost de 2004     | Kitt Peak            | Spacewatch        |
| 359574 | 2010 TT160             | 1 de novembre de 2006  | Mount Lemmon         | Mt. Lemmon Survey |
| 359575 | 2010 TF162             | 7 de febrer de 2000    | Kitt Peak            | Spacewatch        |
| 359576 | 2010 TR163             | 27 de gener de 2007    | Kitt Peak            | Spacewatch        |
| 359577 | 2010 TY174             | 28 de setembre de 2006 | Catalina             | CSS               |
| 359578 | 2010 TR184             | 7 de setembre de 2004  | Kitt Peak            | Spacewatch        |
| 359579 | 2010 TM187             | 23 d'agost de 2004     | Kitt Peak            | Spacewatch        |
| 359580 | 2010 TE188             | 4 d'abril de 2003      | Kitt Peak            | Spacewatch        |
| 359581 | 2010 UA16              | 17 d'octubre de 2010   | Mount Lemmon         | Mt. Lemmon Survey |
| 359582 | 2010 UX20              | 30 de setembre de 2005 | Mount Lemmon         | Mt. Lemmon Survey |
| 359583 | 2010 UQ41              | 5 de novembre de 1994  | Kitt Peak            | Spacewatch        |
| 359584 | 2010 UA46              | 4 de juny de 2003      | Kitt Peak            | Spacewatch        |
| 359585 | 2010 UA47              | 29 d'agost de 2009     | Kitt Peak            | Spacewatch        |
| 359586 | 2010 UA53              | 30 de setembre de 1999 | Kitt Peak            | Spacewatch        |
| 359587 | 2010 UN62              | 31 d'agost de 2005     | Palomar              | NEAT              |
| 359588 | 2010 UE85              | 15 de setembre de 2004 | Kitt Peak            | Spacewatch        |
| 359589 | 2010 UB95              | 14 de setembre de 2004 | Anderson Mesa        | LONEOS            |
| 359590 | 2010 UA98              | 3 de setembre de 2010  | Mount Lemmon         | Mt. Lemmon Survey |
| 359591 | 2010 UT107             | 5 d'octubre de 2004    | Palomar              | NEAT              |
| 359592 | 2010 VA1               | 2 de novembre de 2010  | Mount Lemmon         | Mt. Lemmon Survey |
| 359593 | 2010 VD59              | 27 de desembre de 2006 | Mount Lemmon         | Mt. Lemmon Survey |
| 359594 | 2010 VF86              | 17 de setembre de 2009 | Kitt Peak            | Spacewatch        |
| 359595 | 2010 VJ104             | 7 d'octubre de 2004    | Anderson Mesa        | LONEOS            |
| 359596 | 2010 VW116             | 26 de març de 2008     | Mount Lemmon         | Mt. Lemmon Survey |
| 359597 | 2010 VN131             | 20 d'agost de 2004     | Kitt Peak            | Spacewatch        |
| 359598 | 2010 VT152             | 30 d'abril de 2003     | Kitt Peak            | Spacewatch        |
| 359599 | 2010 VG164             | 1 de desembre de 2006  | Kitt Peak            | Spacewatch        |
| 359600 | 2010 VU194             | 8 de setembre de 2004  | Socorro              | LINEAR            |

## 359601-359700
| Nom    | Designació provisional | Data de descobriment   | Lloc de descobriment | Descobridor/s                                          |
| ------ | ---------------------- | ---------------------- | -------------------- | ------------------------------------------------------ |
| 359601 | 2010 VF207             | 10 de maig de 2002     | Palomar              | NEAT                                                   |
| 359602 | 2010 VX210             | 13 de març de 2002     | Socorro              | LINEAR                                                 |
| 359603 | 2010 WU5               | 20 de setembre de 2009 | Kitt Peak            | Spacewatch                                             |
| 359604 | 2010 WZ9               | 23 de setembre de 2009 | Kitt Peak            | Spacewatch                                             |
| 359605 | 2010 WG13              | 9 de juny de 2007      | Siding Spring        | Siding Spring Survey                                   |
| 359606 | 2010 WV63              | 1 de novembre de 2010  | Kitt Peak            | Spacewatch                                             |
| 359607 | 2010 WD64              | 26 d'octubre de 2009   | Kitt Peak            | Spacewatch                                             |
| 359608 | 2010 WQ72              | 23 d'octubre de 2009   | Kitt Peak            | Spacewatch                                             |
| 359609 | 2010 WP74              | 11 d'abril de 2002     | Socorro              | LINEAR                                                 |
| 359610 | 2010 XG39              | 6 d'octubre de 2008    | Mount Lemmon         | Mt. Lemmon Survey                                      |
| 359611 | 2010 XP88              | 22 d'octubre de 2006   | Mount Lemmon         | Mt. Lemmon Survey                                      |
| 359612 | 2011 BK78              | 8 d'agost de 2004      | Socorro              | LINEAR                                                 |
| 359613 | 2011 BH153             | 17 de febrer de 2007   | Kitt Peak            | Spacewatch                                             |
| 359614 | 2011 GK3               | 14 de desembre de 2010 | Mount Lemmon         | Mt. Lemmon Survey                                      |
| 359615 | 2011 JR3               | 30 de setembre de 2006 | Siding Spring        | Siding Spring Survey                                   |
| 359616 | 2011 JA11              | 8 de maig de 2011      | Mount Lemmon         | Mt. Lemmon Survey                                      |
| 359617 | 2011 OQ13              | 19 de febrer de 2009   | Mount Lemmon         | Mt. Lemmon Survey                                      |
| 359618 | 2011 OY18              | 13 de desembre de 2009 | Socorro              | LINEAR                                                 |
| 359619 | 2011 OC23              | 25 de juliol de 2003   | Palomar              | NEAT                                                   |
| 359620 | 2011 OR49              | 19 de setembre de 2003 | Anderson Mesa        | LONEOS                                                 |
| 359621 | 2011 OS59              | 27 de juliol de 2011   | Kitt Peak            | L. H. Wasserman                                        |
| 359622 | 2011 PZ8               | 24 de setembre de 2008 | Kitt Peak            | Spacewatch                                             |
| 359623 | 2011 QW9               | 23 de setembre de 2008 | Catalina             | CSS                                                    |
| 359624 | 2011 QR12              | 7 de gener de 2010     | Catalina             | CSS                                                    |
| 359625 | 2011 QU13              | 12 de setembre de 2007 | Catalina             | CSS                                                    |
| 359626 | 2011 QL16              | 27 de setembre de 1998 | Anderson Mesa        | LONEOS                                                 |
| 359627 | 2011 QP18              | 9 d'octubre de 2004    | Anderson Mesa        | LONEOS                                                 |
| 359628 | 2011 QW19              | 20 de gener de 2009    | Mount Lemmon         | Mt. Lemmon Survey                                      |
| 359629 | 2011 QX20              | 21 de desembre de 2008 | Kitt Peak            | Spacewatch                                             |
| 359630 | 2011 QY28              | 18 de setembre de 2007 | Kitt Peak            | Spacewatch                                             |
| 359631 | 2011 QU42              | 28 de setembre de 1997 | Kitt Peak            | Spacewatch                                             |
| 359632 | 2011 QK47              | 13 de març de 2010     | Mount Lemmon         | Mt. Lemmon Survey                                      |
| 359633 | 2011 QB49              | 27 de juny de 2011     | Mount Lemmon         | Mt. Lemmon Survey                                      |
| 359634 | 2011 QX60              | 7 de setembre de 2008  | Mount Lemmon         | Mt. Lemmon Survey                                      |
| 359635 | 2011 QB61              | 1 de febrer de 2006    | Mount Lemmon         | Mt. Lemmon Survey                                      |
| 359636 | 2011 QM62              | 29 de desembre de 2005 | Socorro              | LINEAR                                                 |
| 359637 | 2011 QP66              | 13 de juny de 2011     | Mount Lemmon         | Mt. Lemmon Survey                                      |
| 359638 | 2011 QO67              | 30 d'octubre de 2008   | Mount Lemmon         | Mt. Lemmon Survey                                      |
| 359639 | 2011 QD68              | 25 d'abril de 2007     | Kitt Peak            | Spacewatch                                             |
| 359640 | 2011 QF70              | 24 d'agost de 2011     | La Sagra             | La Sagra                                               |
| 359641 | 2011 QU72              | 10 de setembre de 2004 | Socorro              | LINEAR                                                 |
| 359642 | 2011 QV91              | 20 de març de 1999     | Apache Point         | Sloan Digital Sky Survey                               |
| 359643 | 2011 RD2               | 5 d'octubre de 2004    | Kitt Peak            | Spacewatch                                             |
| 359644 | 2011 RO11              | 21 de novembre de 2000 | Socorro              | LINEAR                                                 |
| 359645 | 2011 RQ12              | 29 de març de 2000     | Kitt Peak            | Spacewatch                                             |
| 359646 | 2011 RF13              | 16 de gener de 2009    | Mount Lemmon         | Mt. Lemmon Survey                                      |
| 359647 | 2011 RJ18              | 24 de setembre de 2008 | Mount Lemmon         | Mt. Lemmon Survey                                      |
| 359648 | 2011 SQ                | 18 de desembre de 2003 | Kitt Peak            | Spacewatch                                             |
| 359649 | 2011 SN3               | 18 de setembre de 2004 | Socorro              | LINEAR                                                 |
| 359650 | 2011 ST4               | 2 de novembre de 2004  | Anderson Mesa        | LONEOS                                                 |
| 359651 | 2011 SU4               | 4 d'octubre de 2004    | Kitt Peak            | Spacewatch                                             |
| 359652 | 2011 SM11              | 23 de setembre de 2000 | Socorro              | LINEAR                                                 |
| 359653 | 2011 ST28              | 24 de setembre de 1960 | Palomar              | C. J. van Houten, I. van Houten-Groeneveld, T. Gehrels |
| 359654 | 2011 SO35              | 9 de febrer de 2006    | Palomar              | NEAT                                                   |
| 359655 | 2011 SR35              | 12 de setembre de 1998 | Kitt Peak            | Spacewatch                                             |
| 359656 | 2011 SA36              | 12 de març de 2008     | Kitt Peak            | Spacewatch                                             |
| 359657 | 2011 ST49              | 6 de desembre de 2005  | Mount Lemmon         | Mt. Lemmon Survey                                      |
| 359658 | 2011 SV53              | 29 d'octubre de 2003   | Kitt Peak            | Spacewatch                                             |
| 359659 | 2011 SP54              | 22 de setembre de 2008 | Mount Lemmon         | Mt. Lemmon Survey                                      |
| 359660 | 2011 SV63              | 5 de desembre de 2008  | Mount Lemmon         | Mt. Lemmon Survey                                      |
| 359661 | 2011 SO67              | 13 d'agost de 2007     | Socorro              | LINEAR                                                 |
| 359662 | 2011 SQ76              | 4 de novembre de 1996  | Kitt Peak            | Spacewatch                                             |
| 359663 | 2011 SW82              | 20 de setembre de 2011 | Mount Lemmon         | Mt. Lemmon Survey                                      |
| 359664 | 2011 SW87              | 22 de setembre de 2003 | Palomar              | NEAT                                                   |
| 359665 | 2011 SF88              | 12 de març de 2005     | Kitt Peak            | Spacewatch                                             |
| 359666 | 2011 SN91              | 3 de març de 2009      | Kitt Peak            | Spacewatch                                             |
| 359667 | 2011 SU92              | 22 de desembre de 2003 | Kitt Peak            | Spacewatch                                             |
| 359668 | 2011 SW104             | 11 de març de 2005     | Mount Lemmon         | Mt. Lemmon Survey                                      |
| 359669 | 2011 SP105             | 15 de desembre de 2007 | Mount Lemmon         | Mt. Lemmon Survey                                      |
| 359670 | 2011 SJ106             | 17 de desembre de 2001 | Socorro              | LINEAR                                                 |
| 359671 | 2011 SO107             | 27 de novembre de 2000 | Kitt Peak            | Spacewatch                                             |
| 359672 | 2011 SQ107             | 19 d'octubre de 2007   | Catalina             | CSS                                                    |
| 359673 | 2011 SL114             | 24 de març de 2006     | Kitt Peak            | Spacewatch                                             |
| 359674 | 2011 SL115             | 21 de març de 2009     | Mount Lemmon         | Mt. Lemmon Survey                                      |
| 359675 | 2011 SE117             | 6 d'abril de 2008      | Mount Lemmon         | Mt. Lemmon Survey                                      |
| 359676 | 2011 SJ119             | 24 de setembre de 2000 | Socorro              | LINEAR                                                 |
| 359677 | 2011 SA123             | 16 d'octubre de 2001   | Socorro              | LINEAR                                                 |
| 359678 | 2011 ST125             | 21 de març de 2009     | Mount Lemmon         | Mt. Lemmon Survey                                      |
| 359679 | 2011 SX128             | 1 de novembre de 2008  | Mount Lemmon         | Mt. Lemmon Survey                                      |
| 359680 | 2011 SY132             | 2 d'abril de 2009      | Kitt Peak            | Spacewatch                                             |
| 359681 | 2011 SJ142             | 8 de setembre de 2007  | Mount Lemmon         | Mt. Lemmon Survey                                      |
| 359682 | 2011 SE144             | 20 de gener de 2009    | Mount Lemmon         | Mt. Lemmon Survey                                      |
| 359683 | 2011 SK144             | 9 d'abril de 2010      | Kitt Peak            | Spacewatch                                             |
| 359684 | 2011 SC154             | 30 de novembre de 2003 | Kitt Peak            | Spacewatch                                             |
| 359685 | 2011 SN163             | 23 d'agost de 2004     | Kitt Peak            | Spacewatch                                             |
| 359686 | 2011 SR163             | 4 de febrer de 2000    | Kitt Peak            | Spacewatch                                             |
| 359687 | 2011 SW171             | 19 d'agost de 2006     | Kitt Peak            | Spacewatch                                             |
| 359688 | 2011 SH172             | 14 de desembre de 2007 | Mount Lemmon         | Mt. Lemmon Survey                                      |
| 359689 | 2011 SY172             | 16 de setembre de 2010 | Mount Lemmon         | Mt. Lemmon Survey                                      |
| 359690 | 2011 SN179             | 21 d'agost de 2006     | Kitt Peak            | Spacewatch                                             |
| 359691 | 2011 SQ182             | 18 de setembre de 2006 | Kitt Peak            | Spacewatch                                             |
| 359692 | 2011 SB183             | 18 de desembre de 2007 | Kitt Peak            | Spacewatch                                             |
| 359693 | 2011 SL184             | 9 de setembre de 2002  | Campo Imperatore     | CINEOS                                                 |
| 359694 | 2011 SC185             | 26 de novembre de 2003 | Kitt Peak            | Spacewatch                                             |
| 359695 | 2011 ST205             | 10 d'abril de 2003     | Kitt Peak            | Spacewatch                                             |
| 359696 | 2011 SD210             | 1 de febrer de 2009    | Kitt Peak            | Spacewatch                                             |
| 359697 | 2011 SX211             | 29 de desembre de 2008 | Kitt Peak            | Spacewatch                                             |
| 359698 | 2011 SG215             | 21 de març de 2002     | Kitt Peak            | Spacewatch                                             |
| 359699 | 2011 SX218             | 9 de setembre de 2004  | Socorro              | LINEAR                                                 |
| 359700 | 2011 SX222             | 10 d'octubre de 2007   | Catalina             | CSS                                                    |

## 359701-359800
| Nom    | Designació provisional | Data de descobriment   | Lloc de descobriment | Descobridor/s                |
| ------ | ---------------------- | ---------------------- | -------------------- | ---------------------------- |
| 359701 | 2011 SS228             | 8 de juliol de 2004    | Siding Spring        | Siding Spring Survey         |
| 359702 | 2011 SB233             | 1 de febrer de 2009    | Kitt Peak            | Spacewatch                   |
| 359703 | 2011 SB249             | 16 de novembre de 2006 | Kitt Peak            | Spacewatch                   |
| 359704 | 2011 SP249             | 5 de desembre de 2002  | Socorro              | LINEAR                       |
| 359705 | 2011 SX250             | 21 de desembre de 2006 | Kitt Peak            | Spacewatch                   |
| 359706 | 2011 SL257             | 25 de febrer de 2006   | Kitt Peak            | Spacewatch                   |
| 359707 | 2011 SU272             | 3 d'octubre de 2002    | Palomar              | NEAT                         |
| 359708 | 2011 SP274             | 19 de setembre de 2001 | Socorro              | LINEAR                       |
| 359709 | 2011 TS3               | 2 de novembre de 2006  | Mount Lemmon         | Mt. Lemmon Survey            |
| 359710 | 2011 TE4               | 24 de desembre de 2005 | Kitt Peak            | Spacewatch                   |
| 359711 | 2011 TX5               | 13 de desembre de 2006 | Catalina             | CSS                          |
| 359712 | 2011 TJ8               | 8 de setembre de 2008  | Siding Spring        | Siding Spring Survey         |
| 359713 | 2011 TV9               | 16 de setembre de 2004 | Kitt Peak            | Spacewatch                   |
| 359714 | 2011 TT11              | 15 de gener de 1996    | Kitt Peak            | Spacewatch                   |
| 359715 | 2011 TD16              | 18 de març de 2009     | Kitt Peak            | Spacewatch                   |
| 359716 | 2011 TE16              | 29 de setembre de 2005 | Kitt Peak            | Spacewatch                   |
| 359717 | 2011 UO1               | 13 de febrer de 2008   | Catalina             | CSS                          |
| 359718 | 2011 UD3               | 15 de setembre de 2002 | Palomar              | NEAT                         |
| 359719 | 2011 UV5               | 2 d'abril de 2005      | Mount Lemmon         | Mt. Lemmon Survey            |
| 359720 | 2011 UN6               | 11 de novembre de 2004 | Kitt Peak            | Spacewatch                   |
| 359721 | 2011 UK9               | 27 de març de 2004     | Catalina             | CSS                          |
| 359722 | 2011 UG12              | 9 d'abril de 2010      | Mount Lemmon         | Mt. Lemmon Survey            |
| 359723 | 2011 UL13              | 19 de desembre de 2007 | Mount Lemmon         | Mt. Lemmon Survey            |
| 359724 | 2011 UH24              | 18 de juliol de 2007   | La Sagra             | La Sagra                     |
| 359725 | 2011 UE25              | 5 de desembre de 2007  | Kitt Peak            | Spacewatch                   |
| 359726 | 2011 UD28              | 19 de setembre de 2006 | Catalina             | CSS                          |
| 359727 | 2011 UU28              | 1 d'abril de 2009      | Kitt Peak            | Spacewatch                   |
| 359728 | 2011 UT29              | 3 de març de 2000      | Socorro              | LINEAR                       |
| 359729 | 2011 UQ30              | 7 d'octubre de 2005    | Mount Lemmon         | Mt. Lemmon Survey            |
| 359730 | 2011 UA31              | 31 de desembre de 2007 | Kitt Peak            | Spacewatch                   |
| 359731 | 2011 UY36              | 18 de juny de 2010     | Mount Lemmon         | Mt. Lemmon Survey            |
| 359732 | 2011 UG37              | 18 de desembre de 2007 | Mount Lemmon         | Mt. Lemmon Survey            |
| 359733 | 2011 UY37              | 1 de juny de 2010      | Nogales              | M. Schwartz, P. R. Holvorcem |
| 359734 | 2011 UU39              | 1 d'octubre de 1998    | Kitt Peak            | Spacewatch                   |
| 359735 | 2011 UP45              | 11 d'abril de 2002     | Palomar              | NEAT                         |
| 359736 | 2011 UJ49              | 11 d'abril de 2005     | Mount Lemmon         | Mt. Lemmon Survey            |
| 359737 | 2011 UR50              | 4 de novembre de 2002  | Palomar              | NEAT                         |
| 359738 | 2011 UU50              | 16 de gener de 2004    | Palomar              | NEAT                         |
| 359739 | 2011 UN51              | 20 d'abril de 2009     | Mount Lemmon         | Mt. Lemmon Survey            |
| 359740 | 2011 UR51              | 6 d'abril de 2005      | Mount Lemmon         | Mt. Lemmon Survey            |
| 359741 | 2011 UE54              | 30 de maig de 2010     | WISE                 | WISE                         |
| 359742 | 2011 UN56              | 16 de març de 2004     | Kitt Peak            | Spacewatch                   |
| 359743 | 2011 UA58              | 7 de maig de 2010      | Mount Lemmon         | Mt. Lemmon Survey            |
| 359744 | 2011 UN61              | 5 de novembre de 2007  | Mount Lemmon         | Mt. Lemmon Survey            |
| 359745 | 2011 UM70              | 20 de març de 1999     | Apache Point         | Sloan Digital Sky Survey     |
| 359746 | 2011 UO70              | 14 d'octubre de 2007   | Mount Lemmon         | Mt. Lemmon Survey            |
| 359747 | 2011 UV73              | 15 de setembre de 2007 | Mount Lemmon         | Mt. Lemmon Survey            |
| 359748 | 2011 UV78              | 28 de febrer de 2008   | Mount Lemmon         | Mt. Lemmon Survey            |
| 359749 | 2011 UQ80              | 21 de desembre de 2003 | Kitt Peak            | Spacewatch                   |
| 359750 | 2011 UT83              | 30 de setembre de 2006 | Kitt Peak            | Spacewatch                   |
| 359751 | 2011 UR85              | 8 de gener de 2005     | Socorro              | LINEAR                       |
| 359752 | 2011 UP89              | 20 d'agost de 2002     | Palomar              | NEAT                         |
| 359753 | 2011 UT89              | 1 de maig de 2003      | Kitt Peak            | Spacewatch                   |
| 359754 | 2011 UQ92              | 10 d'agost de 2002     | Cerro Tololo         | M. W. Buie                   |
| 359755 | 2011 UZ92              | 21 d'octubre de 2007   | Mount Lemmon         | Mt. Lemmon Survey            |
| 359756 | 2011 US98              | 19 de setembre de 2003 | Kitt Peak            | Spacewatch                   |
| 359757 | 2011 UB99              | 22 de maig de 2010     | WISE                 | WISE                         |
| 359758 | 2011 UL99              | 6 d'octubre de 2000    | Haleakala            | NEAT                         |
| 359759 | 2011 UN99              | 19 d'agost de 2006     | Kitt Peak            | Spacewatch                   |
| 359760 | 2011 UW102             | 22 d'abril de 2009     | Mount Lemmon         | Mt. Lemmon Survey            |
| 359761 | 2011 UE105             | 2 d'abril de 2006      | Kitt Peak            | Spacewatch                   |
| 359762 | 2011 UF108             | 5 de desembre de 2007  | Catalina             | CSS                          |
| 359763 | 2011 UA113             | 9 de maig de 2006      | Mount Lemmon         | Mt. Lemmon Survey            |
| 359764 | 2011 UP113             | 8 de gener de 2007     | Mount Lemmon         | Mt. Lemmon Survey            |
| 359765 | 2011 UQ116             | 1 de novembre de 2007  | Kitt Peak            | Spacewatch                   |
| 359766 | 2011 UH122             | 23 d'octubre de 2001   | Socorro              | LINEAR                       |
| 359767 | 2011 UV122             | 20 de febrer de 2009   | Mount Lemmon         | Mt. Lemmon Survey            |
| 359768 | 2011 UH126             | 9 de juliol de 2004    | Socorro              | LINEAR                       |
| 359769 | 2011 UP126             | 21 d'octubre de 2007   | Mount Lemmon         | Mt. Lemmon Survey            |
| 359770 | 2011 UZ126             | 2 d'octubre de 2006    | Mount Lemmon         | Mt. Lemmon Survey            |
| 359771 | 2011 UV127             | 1 de setembre de 2006  | Wrightwood           | J. W. Young                  |
| 359772 | 2011 UH133             | 29 d'octubre de 2005   | Catalina             | CSS                          |
| 359773 | 2011 US134             | 30 de desembre de 2008 | Mount Lemmon         | Mt. Lemmon Survey            |
| 359774 | 2011 UC135             | 11 de maig de 2005     | Palomar              | NEAT                         |
| 359775 | 2011 UK137             | 14 de desembre de 2006 | Palomar              | NEAT                         |
| 359776 | 2011 UM139             | 18 de desembre de 2007 | Mount Lemmon         | Mt. Lemmon Survey            |
| 359777 | 2011 UX140             | 18 d'abril de 2010     | WISE                 | WISE                         |
| 359778 | 2011 UH142             | 30 de gener de 2008    | Mount Lemmon         | Mt. Lemmon Survey            |
| 359779 | 2011 UR145             | 17 de març de 2004     | Kitt Peak            | Spacewatch                   |
| 359780 | 2011 UP146             | 29 d'agost de 2006     | Kitt Peak            | Spacewatch                   |
| 359781 | 2011 UM148             | 30 de maig de 2009     | Mount Lemmon         | Mt. Lemmon Survey            |
| 359782 | 2011 UC159             | 16 de novembre de 2002 | Palomar              | NEAT                         |
| 359783 | 2011 UZ159             | 29 d'agost de 2005     | Palomar              | NEAT                         |
| 359784 | 2011 UR160             | 11 de novembre de 2007 | Mount Lemmon         | Mt. Lemmon Survey            |
| 359785 | 2011 UT160             | 24 de març de 2003     | Kitt Peak            | Spacewatch                   |
| 359786 | 2011 UM163             | 3 d'octubre de 2003    | Kitt Peak            | Spacewatch                   |
| 359787 | 2011 UW163             | 25 de setembre de 2006 | Kitt Peak            | Spacewatch                   |
| 359788 | 2011 UK183             | 4 de maig de 2005      | Mount Lemmon         | Mt. Lemmon Survey            |
| 359789 | 2011 UP183             | 15 de desembre de 2007 | Mount Lemmon         | Mt. Lemmon Survey            |
| 359790 | 2011 UO185             | 17 de novembre de 2006 | Catalina             | CSS                          |
| 359791 | 2011 UA186             | 7 de desembre de 2008  | Mount Lemmon         | Mt. Lemmon Survey            |
| 359792 | 2011 UD191             | 28 d'agost de 2006     | Kitt Peak            | Spacewatch                   |
| 359793 | 2011 UV193             | 6 d'octubre de 2002    | Palomar              | NEAT                         |
| 359794 | 2011 UF198             | 28 d'agost de 2006     | Kitt Peak            | Spacewatch                   |
| 359795 | 2011 UE200             | 4 d'octubre de 2006    | Mount Lemmon         | Mt. Lemmon Survey            |
| 359796 | 2011 UB202             | 23 de març de 2006     | Mount Lemmon         | Mt. Lemmon Survey            |
| 359797 | 2011 UN203             | 10 de juny de 2010     | WISE                 | WISE                         |
| 359798 | 2011 UE211             | 12 de gener de 2002    | Kitt Peak            | Spacewatch                   |
| 359799 | 2011 UG238             | 26 de setembre de 2006 | Kitt Peak            | Spacewatch                   |
| 359800 | 2011 UM238             | 8 d'abril de 2002      | Palomar              | NEAT                         |

## 359801-359900
| Nom    | Designació provisional | Data de descobriment   | Lloc de descobriment | Descobridor/s           |
| ------ | ---------------------- | ---------------------- | -------------------- | ----------------------- |
| 359801 | 2011 UF241             | 4 de novembre de 2004  | Catalina             | CSS                     |
| 359802 | 2011 UC244             | 11 d'octubre de 2006   | Kitt Peak            | Spacewatch              |
| 359803 | 2011 UJ245             | 13 de setembre de 2007 | Mount Lemmon         | Mt. Lemmon Survey       |
| 359804 | 2011 UR247             | 9 d'octubre de 2004    | Kitt Peak            | Spacewatch              |
| 359805 | 2011 UU249             | 25 d'abril de 2003     | Kitt Peak            | Spacewatch              |
| 359806 | 2011 US251             | 17 de desembre de 2001 | Socorro              | LINEAR                  |
| 359807 | 2011 UZ251             | 7 de febrer de 2002    | Kitt Peak            | Spacewatch              |
| 359808 | 2011 UC252             | 4 de maig de 2009      | Mount Lemmon         | Mt. Lemmon Survey       |
| 359809 | 2011 UA259             | 12 de febrer de 2004   | Kitt Peak            | Spacewatch              |
| 359810 | 2011 UJ263             | 25 de setembre de 2007 | Mount Lemmon         | Mt. Lemmon Survey       |
| 359811 | 2011 UZ263             | 15 de desembre de 2007 | Socorro              | LINEAR                  |
| 359812 | 2011 UZ264             | 19 de gener de 2004    | Anderson Mesa        | LONEOS                  |
| 359813 | 2011 UC266             | 18 d'octubre de 2002   | Palomar              | NEAT                    |
| 359814 | 2011 UA267             | 10 de setembre de 2002 | Palomar              | NEAT                    |
| 359815 | 2011 UM275             | 17 de novembre de 2001 | Kitt Peak            | Spacewatch              |
| 359816 | 2011 UO279             | 11 de març de 2008     | Mount Lemmon         | Mt. Lemmon Survey       |
| 359817 | 2011 UH280             | 25 de setembre de 2006 | Kitt Peak            | Spacewatch              |
| 359818 | 2011 UW280             | 17 de gener de 2007    | Mount Lemmon         | Mt. Lemmon Survey       |
| 359819 | 2011 UY281             | 9 d'octubre de 2002    | Kitt Peak            | Spacewatch              |
| 359820 | 2011 UA290             | 28 de gener de 2006    | Kitt Peak            | Spacewatch              |
| 359821 | 2011 UP293             | 30 de gener de 2004    | Kitt Peak            | Spacewatch              |
| 359822 | 2011 UW298             | 24 de setembre de 2011 | Haleakala            | Pan-STARRS 1            |
| 359823 | 2011 US301             | 12 d'octubre de 1998   | Kitt Peak            | Spacewatch              |
| 359824 | 2011 UJ305             | 5 d'octubre de 2002    | Palomar              | NEAT                    |
| 359825 | 2011 UT305             | 30 de desembre de 2008 | Kitt Peak            | Spacewatch              |
| 359826 | 2011 UR307             | 16 d'agost de 2002     | Kitt Peak            | Spacewatch              |
| 359827 | 2011 US311             | 31 de març de 2008     | Kitt Peak            | Spacewatch              |
| 359828 | 2011 UX316             | 29 de març de 2004     | Kitt Peak            | Spacewatch              |
| 359829 | 2011 UG317             | 14 de gener de 2002    | Kitt Peak            | Spacewatch              |
| 359830 | 2011 UE318             | 20 de novembre de 2001 | Socorro              | LINEAR                  |
| 359831 | 2011 UX319             | 12 de febrer de 2004   | Kitt Peak            | Spacewatch              |
| 359832 | 2011 UH320             | 25 de novembre de 2006 | Kitt Peak            | Spacewatch              |
| 359833 | 2011 US320             | 16 d'octubre de 2007   | Catalina             | CSS                     |
| 359834 | 2011 UX320             | 29 de desembre de 2003 | Kitt Peak            | Spacewatch              |
| 359835 | 2011 UX323             | 25 de setembre de 2006 | Mount Lemmon         | Mt. Lemmon Survey       |
| 359836 | 2011 UB333             | 15 de febrer de 2004   | Catalina             | CSS                     |
| 359837 | 2011 UX333             | 27 de març de 2003     | Kitt Peak            | Spacewatch              |
| 359838 | 2011 UH337             | 29 de setembre de 1995 | Kitt Peak            | Spacewatch              |
| 359839 | 2011 UV338             | 3 d'octubre de 2006    | Mount Lemmon         | Mt. Lemmon Survey       |
| 359840 | 2011 UW340             | 17 de setembre de 2006 | Kitt Peak            | Spacewatch              |
| 359841 | 2011 UX342             | 10 de març de 2008     | Kitt Peak            | Spacewatch              |
| 359842 | 2011 UG343             | 23 de març de 2004     | Kitt Peak            | Spacewatch              |
| 359843 | 2011 UL343             | 28 de gener de 2009    | Catalina             | CSS                     |
| 359844 | 2011 UN343             | 25 de desembre de 1995 | Kitt Peak            | Spacewatch              |
| 359845 | 2011 UU345             | 13 de desembre de 2006 | Mount Lemmon         | Mt. Lemmon Survey       |
| 359846 | 2011 UR351             | 26 de febrer de 2003   | Campo Imperatore     | CINEOS                  |
| 359847 | 2011 UK352             | 28 de setembre de 2011 | Nizhny Arkhyz        | V. Gerke, A. Novichonok |
| 359848 | 2011 UU353             | 21 d'octubre de 2006   | Mount Lemmon         | Mt. Lemmon Survey       |
| 359849 | 2011 UR359             | 18 de gener de 2009    | Catalina             | CSS                     |
| 359850 | 2011 UY359             | 21 d'agost de 2006     | Kitt Peak            | Spacewatch              |
| 359851 | 2011 UH369             | 27 de febrer de 2009   | Kitt Peak            | Spacewatch              |
| 359852 | 2011 UF382             | 29 d'agost de 2005     | Kitt Peak            | Spacewatch              |
| 359853 | 2011 UQ382             | 27 de març de 2003     | Kitt Peak            | Spacewatch              |
| 359854 | 2011 UB383             | 21 d'agost de 2006     | Kitt Peak            | Spacewatch              |
| 359855 | 2011 UN383             | 29 d'agost de 2006     | Kitt Peak            | Spacewatch              |
| 359856 | 2011 US384             | 23 d'octubre de 2006   | Mount Lemmon         | Mt. Lemmon Survey       |
| 359857 | 2011 UN400             | 5 de desembre de 2007  | Kitt Peak            | Spacewatch              |
| 359858 | 2011 UU401             | 20 d'octubre de 2003   | Kitt Peak            | Spacewatch              |
| 359859 | 2011 US406             | 15 de gener de 1996    | Kitt Peak            | Spacewatch              |
| 359860 | 2011 VF1               | 25 de novembre de 2006 | Kitt Peak            | Spacewatch              |
| 359861 | 2011 VL2               | 31 de desembre de 2007 | Catalina             | CSS                     |
| 359862 | 2011 VD3               | 26 d'agost de 2005     | Palomar              | NEAT                    |
| 359863 | 2011 VR4               | 12 de febrer de 2008   | Mount Lemmon         | Mt. Lemmon Survey       |
| 359864 | 2011 VE12              | 21 d'octubre de 2006   | Mount Lemmon         | Mt. Lemmon Survey       |
| 359865 | 2011 VR13              | 16 d'octubre de 2003   | Kitt Peak            | Spacewatch              |
| 359866 | 2011 VC18              | 28 de gener de 2006    | Kitt Peak            | Spacewatch              |
| 359867 | 2011 VW20              | 11 d'abril de 2005     | Kitt Peak            | Spacewatch              |
| 359868 | 2011 WG                | 26 de març de 2003     | Kitt Peak            | Spacewatch              |
| 359869 | 2011 WW3               | 3 de març de 2009      | Mount Lemmon         | Mt. Lemmon Survey       |
| 359870 | 2011 WC6               | 26 de febrer de 2007   | Mount Lemmon         | Mt. Lemmon Survey       |
| 359871 | 2011 WO8               | 22 d'octubre de 1995   | Kitt Peak            | Spacewatch              |
| 359872 | 2011 WL10              | 13 de maig de 2005     | Mount Lemmon         | Mt. Lemmon Survey       |
| 359873 | 2011 WD11              | 13 de març de 2005     | Mount Lemmon         | Mt. Lemmon Survey       |
| 359874 | 2011 WX11              | 8 de setembre de 2000  | Kitt Peak            | Spacewatch              |
| 359875 | 2011 WE13              | 27 de novembre de 2006 | Kitt Peak            | Spacewatch              |
| 359876 | 2011 WA21              | 28 d'octubre de 2005   | Kitt Peak            | Spacewatch              |
| 359877 | 2011 WO22              | 8 de novembre de 2007  | Mount Lemmon         | Mt. Lemmon Survey       |
| 359878 | 2011 WR26              | 21 d'agost de 2006     | Kitt Peak            | Spacewatch              |
| 359879 | 2011 WX28              | 28 de maig de 2009     | Mount Lemmon         | Mt. Lemmon Survey       |
| 359880 | 2011 WX30              | 27 d'agost de 2005     | Kitt Peak            | Spacewatch              |
| 359881 | 2011 WU32              | 27 de març de 2003     | Palomar              | NEAT                    |
| 359882 | 2011 WA34              | 19 d'octubre de 2006   | Mount Lemmon         | Mt. Lemmon Survey       |
| 359883 | 2011 WE43              | 25 de novembre de 2000 | Socorro              | LINEAR                  |
| 359884 | 2011 WS43              | 15 de desembre de 2006 | Kitt Peak            | Spacewatch              |
| 359885 | 2011 WV43              | 13 de juny de 2005     | Mount Lemmon         | Mt. Lemmon Survey       |
| 359886 | 2011 WW43              | 10 d'abril de 2005     | Siding Spring        | Siding Spring Survey    |
| 359887 | 2011 WN44              | 13 de febrer de 2008   | Kitt Peak            | Spacewatch              |
| 359888 | 2011 WZ44              | 29 de setembre de 2005 | Kitt Peak            | Spacewatch              |
| 359889 | 2011 WO48              | 27 de febrer de 2008   | Mount Lemmon         | Mt. Lemmon Survey       |
| 359890 | 2011 WP48              | 31 de juliol de 2005   | Palomar              | NEAT                    |
| 359891 | 2011 WL49              | 13 d'abril de 1997     | Kitt Peak            | Spacewatch              |
| 359892 | 2011 WP52              | 1 d'octubre de 2005    | Mount Lemmon         | Mt. Lemmon Survey       |
| 359893 | 2011 WT55              | 22 de novembre de 2006 | Mount Lemmon         | Mt. Lemmon Survey       |
| 359894 | 2011 WD58              | 6 d'abril de 2008      | Mount Lemmon         | Mt. Lemmon Survey       |
| 359895 | 2011 WU58              | 12 de gener de 2002    | Nyukasa              | Nyukasa                 |
| 359896 | 2011 WN59              | 13 de setembre de 2007 | Catalina             | CSS                     |
| 359897 | 2011 WJ60              | 17 de novembre de 2004 | Siding Spring        | Siding Spring Survey    |
| 359898 | 2011 WQ60              | 15 de setembre de 2006 | Kitt Peak            | Spacewatch              |
| 359899 | 2011 WA61              | 6 de desembre de 2007  | Kitt Peak            | Spacewatch              |
| 359900 | 2011 WE63              | 5 d'octubre de 2003    | Kitt Peak            | Spacewatch              |

## 359901-360000
| Nom    | Designació provisional | Data de descobriment   | Lloc de descobriment | Descobridor/s            |
| ------ | ---------------------- | ---------------------- | -------------------- | ------------------------ |
| 359901 | 2011 WB69              | 28 de desembre de 2003 | Socorro              | LINEAR                   |
| 359902 | 2011 WK71              | 24 d'octubre de 2005   | Kitt Peak            | Spacewatch               |
| 359903 | 2011 WE73              | 14 d'agost de 2001     | Haleakala            | NEAT                     |
| 359904 | 2011 WP81              | 5 de novembre de 2007  | Mount Lemmon         | Mt. Lemmon Survey        |
| 359905 | 2011 WX82              | 20 de desembre de 2007 | Mount Lemmon         | Mt. Lemmon Survey        |
| 359906 | 2011 WY88              | 26 d'octubre de 2005   | Kitt Peak            | Spacewatch               |
| 359907 | 2011 WS90              | 12 d'octubre de 2007   | Kitt Peak            | Spacewatch               |
| 359908 | 2011 WW90              | 17 de desembre de 2007 | Kitt Peak            | Spacewatch               |
| 359909 | 2011 WF101             | 9 de febrer de 2007    | Catalina             | CSS                      |
| 359910 | 2011 WD102             | 14 de maig de 2005     | Mount Lemmon         | Mt. Lemmon Survey        |
| 359911 | 2011 WY102             | 2 de setembre de 2010  | Mount Lemmon         | Mt. Lemmon Survey        |
| 359912 | 2011 WS108             | 16 de febrer de 2004   | Kitt Peak            | Spacewatch               |
| 359913 | 2011 WA110             | 30 de setembre de 2005 | Mount Lemmon         | Mt. Lemmon Survey        |
| 359914 | 2011 WJ114             | 20 de desembre de 2006 | Catalina             | CSS                      |
| 359915 | 2011 WC116             | 20 de novembre de 2004 | Kitt Peak            | Spacewatch               |
| 359916 | 2011 WB117             | 14 de desembre de 2007 | Kitt Peak            | Spacewatch               |
| 359917 | 2011 WS124             | 26 de març de 2008     | Mount Lemmon         | Mt. Lemmon Survey        |
| 359918 | 2011 WX125             | 19 de març de 2009     | Kitt Peak            | Spacewatch               |
| 359919 | 2011 WT129             | 21 d'agost de 2006     | Palomar              | NEAT                     |
| 359920 | 2011 WS131             | 26 de setembre de 2005 | Kitt Peak            | Spacewatch               |
| 359921 | 2011 WY134             | 10 de març de 2005     | Mount Lemmon         | Mt. Lemmon Survey        |
| 359922 | 2011 WN137             | 5 de juliol de 2005    | Mount Lemmon         | Mt. Lemmon Survey        |
| 359923 | 2011 WR137             | 3 d'octubre de 2005    | Catalina             | CSS                      |
| 359924 | 2011 WY137             | 4 de març de 2006      | Mount Lemmon         | Mt. Lemmon Survey        |
| 359925 | 2011 WD145             | 18 de desembre de 2007 | Mount Lemmon         | Mt. Lemmon Survey        |
| 359926 | 2011 WA146             | 30 de març de 2008     | Kitt Peak            | Spacewatch               |
| 359927 | 2011 WJ147             | 29 d'agost de 2005     | Kitt Peak            | Spacewatch               |
| 359928 | 2011 WB151             | 11 de febrer de 2002   | Socorro              | LINEAR                   |
| 359929 | 2011 WH151             | 22 de desembre de 2003 | Kitt Peak            | Spacewatch               |
| 359930 | 2011 WN152             | 13 d'octubre de 2010   | Mount Lemmon         | Mt. Lemmon Survey        |
| 359931 | 2011 WR152             | 6 de març de 2008      | Mount Lemmon         | Mt. Lemmon Survey        |
| 359932 | 2011 XX3               | 11 de novembre de 2007 | Mount Lemmon         | Mt. Lemmon Survey        |
| 359933 | 2011 YF2               | 25 de maig de 2003     | Kitt Peak            | Spacewatch               |
| 359934 | 2011 YX16              | 25 de novembre de 2005 | Catalina             | CSS                      |
| 359935 | 2011 YX17              | 31 de gener de 2008    | Catalina             | CSS                      |
| 359936 | 2011 YW20              | 29 de juny de 2010     | WISE                 | WISE                     |
| 359937 | 2011 YQ24              | 5 de desembre de 1999  | Kitt Peak            | Spacewatch               |
| 359938 | 2011 YN34              | 31 de gener de 2008    | Mount Lemmon         | Mt. Lemmon Survey        |
| 359939 | 2011 YF38              | 4 de març de 2000      | Kitt Peak            | Spacewatch               |
| 359940 | 2011 YR44              | 11 d'abril de 2003     | Kitt Peak            | Spacewatch               |
| 359941 | 2011 YQ52              | 25 d'abril de 2003     | Kitt Peak            | Spacewatch               |
| 359942 | 2011 YQ61              | 5 de maig de 2003      | Kitt Peak            | Spacewatch               |
| 359943 | 2011 YG75              | 13 d'octubre de 2009   | Bergisch Gladbac     | W. Bickel                |
| 359944 | 2012 AS1               | 28 de novembre de 2005 | Catalina             | CSS                      |
| 359945 | 2012 AR8               | 12 de juny de 2007     | Mauna Kea            | D. D. Balam              |
| 359946 | 2012 AX15              | 11 d'abril de 2002     | Palomar              | NEAT                     |
| 359947 | 2012 AN19              | 29 de juliol de 2006   | Siding Spring        | Siding Spring Survey     |
| 359948 | 2012 AG24              | 1 de desembre de 2005  | Kitt Peak            | Spacewatch               |
| 359949 | 2012 BM                | 16 de novembre de 2006 | Mount Lemmon         | Mt. Lemmon Survey        |
| 359950 | 2012 BF2               | 6 de novembre de 1991  | Kitt Peak            | Spacewatch               |
| 359951 | 2012 BD12              | 27 de maig de 2009     | Mount Lemmon         | Mt. Lemmon Survey        |
| 359952 | 2012 BL29              | 11 de maig de 2003     | Kitt Peak            | Spacewatch               |
| 359953 | 2012 BS31              | 22 de febrer de 2007   | Kitt Peak            | Spacewatch               |
| 359954 | 2012 BT31              | 1 d'abril de 2003      | Apache Point         | Sloan Digital Sky Survey |
| 359955 | 2012 BZ31              | 30 de novembre de 2005 | Kitt Peak            | Spacewatch               |
| 359956 | 2012 BB41              | 7 de juliol de 2005    | Kitt Peak            | Spacewatch               |
| 359957 | 2012 BY50              | 6 de desembre de 2010  | Mount Lemmon         | Mt. Lemmon Survey        |
| 359958 | 2012 BV51              | 24 de juliol de 2003   | Palomar              | NEAT                     |
| 359959 | 2012 BW59              | 23 de juny de 2009     | Mount Lemmon         | Mt. Lemmon Survey        |
| 359960 | 2012 BQ61              | 12 d'octubre de 2009   | Mount Lemmon         | Mt. Lemmon Survey        |
| 359961 | 2012 BN71              | 9 d'octubre de 2008    | Mount Lemmon         | Mt. Lemmon Survey        |
| 359962 | 2012 BB76              | 26 d'octubre de 1995   | Kitt Peak            | Spacewatch               |
| 359963 | 2012 BX76              | 26 d'octubre de 2009   | Kitt Peak            | Spacewatch               |
| 359964 | 2012 BV88              | 11 de març de 2007     | Anderson Mesa        | LONEOS                   |
| 359965 | 2012 BA97              | 24 de setembre de 2008 | Kitt Peak            | Spacewatch               |
| 359966 | 2012 BP129             | 9 de juliol de 2005    | Kitt Peak            | Spacewatch               |
| 359967 | 2012 BD151             | 13 de novembre de 2006 | Catalina             | CSS                      |
| 359968 | 2012 BT151             | 19 de gener de 2004    | Kitt Peak            | Spacewatch               |
| 359969 | 2012 CM17              | 24 d'agost de 2007     | Kitt Peak            | Spacewatch               |
| 359970 | 2012 DV97              | 31 d'agost de 2005     | Palomar              | NEAT                     |
| 359971 | 2012 DJ98              | 24 de juliol de 1995   | Kitt Peak            | Spacewatch               |
| 359972 | 2012 FF77              | 13 de març de 2002     | Kitt Peak            | Spacewatch               |
| 359973 | 2012 GO14              | 14 de setembre de 1999 | Kitt Peak            | Spacewatch               |
| 359974 | 2012 HS2               | 28 de desembre de 2011 | Mount Lemmon         | Mt. Lemmon Survey        |
| 359975 | 2012 HQ13              | 26 d'octubre de 2009   | Kitt Peak            | Spacewatch               |
| 359976 | 2012 TZ166             | 9 de novembre de 1999  | Socorro              | LINEAR                   |
| 359977 | 2012 TR169             | 24 d'abril de 2006     | Kitt Peak            | Spacewatch               |
| 359978 | 2012 TB241             | 1 de març de 2009      | Mount Lemmon         | Mt. Lemmon Survey        |
| 359979 | 2012 TJ318             | 24 de setembre de 2003 | Haleakala            | NEAT                     |
| 359980 | 2012 UZ32              | 7 de novembre de 2007  | Kitt Peak            | Spacewatch               |
| 359981 | 2012 UK86              | 16 de febrer de 2004   | Kitt Peak            | Spacewatch               |
| 359982 | 2012 UQ109             | 17 de gener de 2007    | Palomar              | NEAT                     |
| 359983 | 2012 UM169             | 15 d'octubre de 2003   | Palomar              | NEAT                     |
| 359984 | 2012 VE16              | 10 d'octubre de 1996   | Kitt Peak            | Spacewatch               |
| 359985 | 2012 VU30              | 26 d'abril de 2003     | Kitt Peak            | Spacewatch               |
| 359986 | 2012 VQ33              | 21 de febrer de 2003   | Palomar              | NEAT                     |
| 359987 | 2012 VR33              | 18 d'agost de 2006     | Kitt Peak            | Spacewatch               |
| 359988 | 2012 VH39              | 20 de novembre de 2003 | Socorro              | LINEAR                   |
| 359989 | 2012 VA46              | 16 de gener de 2004    | Kitt Peak            | Spacewatch               |
| 359990 | 2012 VX56              | 2 de novembre de 2007  | Mount Lemmon         | Mt. Lemmon Survey        |
| 359991 | 2012 VW68              | 10 d'octubre de 2007   | Kitt Peak            | Spacewatch               |
| 359992 | 2012 VW84              | 12 de setembre de 2005 | Kitt Peak            | Spacewatch               |
| 359993 | 2012 VH93              | 22 d'abril de 2009     | Mount Lemmon         | Mt. Lemmon Survey        |
| 359994 | 2012 VG98              | 15 de maig de 2005     | Mount Lemmon         | Mt. Lemmon Survey        |
| 359995 | 2012 VA102             | 29 d'agost de 2006     | Kitt Peak            | Spacewatch               |
| 359996 | 2012 VG104             | 6 d'octubre de 1996    | Kitt Peak            | Spacewatch               |
| 359997 | 2012 VJ107             | 15 de gener de 2004    | Kitt Peak            | Spacewatch               |
| 359998 | 2012 XV7               | 10 d'octubre de 2001   | Palomar              | NEAT                     |
| 359999 | 2012 XX10              | 1 d'octubre de 1995    | Kitt Peak            | Spacewatch               |
| 360000 | 2012 XX21              | 18 de desembre de 2001 | Socorro              | LINEAR                   |